# Ligue Europa 2024-2025
Navigation
Édition 2023-2024 Édition 2025-2026
La Ligue Europa 2024-2025 est la 54e édition de la deuxième coupe européenne des clubs de football, la 16ème sous le nom de Ligue Europa. Organisée par l'UEFA, la compétition est ouverte aux clubs de football des associations membres de l'UEFA, qualifiés en fonction de leurs bons résultats en championnat ou coupe nationale.
La finale se déroule le mercredi 21 mai 2025 au Stade San Mamés de Bilbao en Espagne et se conclut sur la victoire du Tottenham Hotspur face à Manchester United.
Le vainqueur de la Ligue Europa se qualifie pour la Supercoupe de l'UEFA 2025 ainsi que pour la Ligue des champions de l'UEFA 2025-2026.

## Désignation de la ville organisatrice de la finale
Le 16 juillet 2021, le comité exécutif de l'UEFA annonce que la finale de la Ligue Europa 2024-2025 se déroulera au Stade San Mamés de Bilbao en Espagne, site initialement retenu pour l'Euro 2020 avant de se voir retirer l'accueil en raison de la pandémie de Covid-19.

## Format
Le format de cette compétition est modifié à partir de cette saison.
La compétition passe de 32 à 36 équipes après les qualifications, la phase de groupes de huit poules étant remplacée par une phase de ligue unique.
Chaque club joue contre huit adversaires différents (quatre matches à domicile et quatre matches à l'extérieur). Les équipes sont réparties dans quatre chapeaux de 9 équipes selon leur indice UEFA. Chaque équipe affronte (sur un seul match) deux équipes de son propre chapeau, et deux équipes de chacun des autres chapeaux :
- les huit premiers se qualifient pour la phase à élimination directe ;
- les clubs classés de la 9e à la 24e place jouent des barrages de qualification pour les huitièmes de finale ;
- les équipes classées après la 24e place sont éliminées, sans repêchage en Ligue Conférence[2].

## Participants
76 équipes provenant des 54 associations membres de l'UEFA participent à la Ligue Europa 2024‑2025.
Les clubs russes sont exclus des compétitions interclubs de l'UEFA depuis la saison 2022-2023 en raison de l'invasion de l'Ukraine par la Russie en 2022,.

### Nombre de places par association
La répartition pour la saison 2024-2025 est la suivante :
- Les associations aux places 1 à 12 du classement UEFA 2023 ont 2 clubs qualifiés
- Les associations aux places 13 à 33 ont 1 club qualifié
- 32 équipes éliminées de la phase de qualification de la Ligue des champions 2024-2025 sont repêchées dans cette compétition. Les équipes championnes de leur pays se rencontrent exclusivement entre elles lors de la phase de qualifications.
- Une place est attribuée en phase de ligue au vainqueur de la Ligue Europa Conférence 2023-2024. Si ce club est déjà qualifié pour la phase de ligue de la Ligue Europa ou pour la Ligue des Champions , sa place est prise par le club de la phase de qualification ayant le meilleur classement UEFA de club.

### Clubs participants
| Phase de ligue | Phase de ligue | Phase de ligue | Phase de ligue | Phase de ligue | Phase de ligue | Phase de ligue | Phase de ligue | Phase de ligue | Phase de ligue | Phase de ligue | Phase de ligue | Phase de ligue | Phase de ligue | Phase de ligue | Phase de ligue |
| --- | --- | --- | --- | --- | --- | --- | --- | --- | --- | --- | --- | --- | --- | --- | --- |
| - Olympiakós (48.000) Vainqueur de la Ligue Europa Conférence 2023-2024 - Manchester United (92.000) Vainqueur de la Coupe d'Angleterre 2023-2024 - Tottenham Hotspur (54.000) 5e d'Angleterre en 2023-2024 - Athletic Bilbao (17.897) Vainqueur de la Coupe d'Espagne 2023-2024 - Real Sociedad (51.000) 6e d'Espagne en 2023-2024 - Eintracht Francfort (60.000) 6e d'Allemagne en 2023-2024, - TSG Hoffenheim (17.324) 7e d'Allemagne en 2023-2024 - AS Rome (101.000) 6e d'Italie en 2023-2024 - SS Lazio (54.000) 7e d'Italie en 2023-2024 - OGC Nice (17.000) 5e de France en 2023-2024 - Olympique lyonnais (44.000) 6e de France en 2023-2024 - AZ Alkmaar (50.000) 4e des Pays-Bas en 2023-2024 - FC Porto (77.000) Vainqueur de la Coupe du Portugal 2023-2024 | - Olympiakós (48.000) Vainqueur de la Ligue Europa Conférence 2023-2024 - Manchester United (92.000) Vainqueur de la Coupe d'Angleterre 2023-2024 - Tottenham Hotspur (54.000) 5e d'Angleterre en 2023-2024 - Athletic Bilbao (17.897) Vainqueur de la Coupe d'Espagne 2023-2024 - Real Sociedad (51.000) 6e d'Espagne en 2023-2024 - Eintracht Francfort (60.000) 6e d'Allemagne en 2023-2024, - TSG Hoffenheim (17.324) 7e d'Allemagne en 2023-2024 - AS Rome (101.000) 6e d'Italie en 2023-2024 - SS Lazio (54.000) 7e d'Italie en 2023-2024 - OGC Nice (17.000) 5e de France en 2023-2024 - Olympique lyonnais (44.000) 6e de France en 2023-2024 - AZ Alkmaar (50.000) 4e des Pays-Bas en 2023-2024 - FC Porto (77.000) Vainqueur de la Coupe du Portugal 2023-2024 | - Olympiakós (48.000) Vainqueur de la Ligue Europa Conférence 2023-2024 - Manchester United (92.000) Vainqueur de la Coupe d'Angleterre 2023-2024 - Tottenham Hotspur (54.000) 5e d'Angleterre en 2023-2024 - Athletic Bilbao (17.897) Vainqueur de la Coupe d'Espagne 2023-2024 - Real Sociedad (51.000) 6e d'Espagne en 2023-2024 - Eintracht Francfort (60.000) 6e d'Allemagne en 2023-2024, - TSG Hoffenheim (17.324) 7e d'Allemagne en 2023-2024 - AS Rome (101.000) 6e d'Italie en 2023-2024 - SS Lazio (54.000) 7e d'Italie en 2023-2024 - OGC Nice (17.000) 5e de France en 2023-2024 - Olympique lyonnais (44.000) 6e de France en 2023-2024 - AZ Alkmaar (50.000) 4e des Pays-Bas en 2023-2024 - FC Porto (77.000) Vainqueur de la Coupe du Portugal 2023-2024 | - Olympiakós (48.000) Vainqueur de la Ligue Europa Conférence 2023-2024 - Manchester United (92.000) Vainqueur de la Coupe d'Angleterre 2023-2024 - Tottenham Hotspur (54.000) 5e d'Angleterre en 2023-2024 - Athletic Bilbao (17.897) Vainqueur de la Coupe d'Espagne 2023-2024 - Real Sociedad (51.000) 6e d'Espagne en 2023-2024 - Eintracht Francfort (60.000) 6e d'Allemagne en 2023-2024, - TSG Hoffenheim (17.324) 7e d'Allemagne en 2023-2024 - AS Rome (101.000) 6e d'Italie en 2023-2024 - SS Lazio (54.000) 7e d'Italie en 2023-2024 - OGC Nice (17.000) 5e de France en 2023-2024 - Olympique lyonnais (44.000) 6e de France en 2023-2024 - AZ Alkmaar (50.000) 4e des Pays-Bas en 2023-2024 - FC Porto (77.000) Vainqueur de la Coupe du Portugal 2023-2024 | - Olympiakós (48.000) Vainqueur de la Ligue Europa Conférence 2023-2024 - Manchester United (92.000) Vainqueur de la Coupe d'Angleterre 2023-2024 - Tottenham Hotspur (54.000) 5e d'Angleterre en 2023-2024 - Athletic Bilbao (17.897) Vainqueur de la Coupe d'Espagne 2023-2024 - Real Sociedad (51.000) 6e d'Espagne en 2023-2024 - Eintracht Francfort (60.000) 6e d'Allemagne en 2023-2024, - TSG Hoffenheim (17.324) 7e d'Allemagne en 2023-2024 - AS Rome (101.000) 6e d'Italie en 2023-2024 - SS Lazio (54.000) 7e d'Italie en 2023-2024 - OGC Nice (17.000) 5e de France en 2023-2024 - Olympique lyonnais (44.000) 6e de France en 2023-2024 - AZ Alkmaar (50.000) 4e des Pays-Bas en 2023-2024 - FC Porto (77.000) Vainqueur de la Coupe du Portugal 2023-2024 | - Olympiakós (48.000) Vainqueur de la Ligue Europa Conférence 2023-2024 - Manchester United (92.000) Vainqueur de la Coupe d'Angleterre 2023-2024 - Tottenham Hotspur (54.000) 5e d'Angleterre en 2023-2024 - Athletic Bilbao (17.897) Vainqueur de la Coupe d'Espagne 2023-2024 - Real Sociedad (51.000) 6e d'Espagne en 2023-2024 - Eintracht Francfort (60.000) 6e d'Allemagne en 2023-2024, - TSG Hoffenheim (17.324) 7e d'Allemagne en 2023-2024 - AS Rome (101.000) 6e d'Italie en 2023-2024 - SS Lazio (54.000) 7e d'Italie en 2023-2024 - OGC Nice (17.000) 5e de France en 2023-2024 - Olympique lyonnais (44.000) 6e de France en 2023-2024 - AZ Alkmaar (50.000) 4e des Pays-Bas en 2023-2024 - FC Porto (77.000) Vainqueur de la Coupe du Portugal 2023-2024 | - Olympiakós (48.000) Vainqueur de la Ligue Europa Conférence 2023-2024 - Manchester United (92.000) Vainqueur de la Coupe d'Angleterre 2023-2024 - Tottenham Hotspur (54.000) 5e d'Angleterre en 2023-2024 - Athletic Bilbao (17.897) Vainqueur de la Coupe d'Espagne 2023-2024 - Real Sociedad (51.000) 6e d'Espagne en 2023-2024 - Eintracht Francfort (60.000) 6e d'Allemagne en 2023-2024, - TSG Hoffenheim (17.324) 7e d'Allemagne en 2023-2024 - AS Rome (101.000) 6e d'Italie en 2023-2024 - SS Lazio (54.000) 7e d'Italie en 2023-2024 - OGC Nice (17.000) 5e de France en 2023-2024 - Olympique lyonnais (44.000) 6e de France en 2023-2024 - AZ Alkmaar (50.000) 4e des Pays-Bas en 2023-2024 - FC Porto (77.000) Vainqueur de la Coupe du Portugal 2023-2024 | - Olympiakós (48.000) Vainqueur de la Ligue Europa Conférence 2023-2024 - Manchester United (92.000) Vainqueur de la Coupe d'Angleterre 2023-2024 - Tottenham Hotspur (54.000) 5e d'Angleterre en 2023-2024 - Athletic Bilbao (17.897) Vainqueur de la Coupe d'Espagne 2023-2024 - Real Sociedad (51.000) 6e d'Espagne en 2023-2024 - Eintracht Francfort (60.000) 6e d'Allemagne en 2023-2024, - TSG Hoffenheim (17.324) 7e d'Allemagne en 2023-2024 - AS Rome (101.000) 6e d'Italie en 2023-2024 - SS Lazio (54.000) 7e d'Italie en 2023-2024 - OGC Nice (17.000) 5e de France en 2023-2024 - Olympique lyonnais (44.000) 6e de France en 2023-2024 - AZ Alkmaar (50.000) 4e des Pays-Bas en 2023-2024 - FC Porto (77.000) Vainqueur de la Coupe du Portugal 2023-2024 | - 5 champions repêchés des barrages de la Ligue des champions : - Galatasaray SK (31.500) - Qarabağ FK (33.000) - FC Midjtjylland (26.000) - FK Bodø/Glimt (28.000) - Malmö FF (18.500) - 2 non-champions repêchés des barrages de la Ligue des champions : - Slavia Prague (53.000) - Dynamo Kiev (26.500) - 4 non-champions repêchés du 3e tour de qualification de la Ligue des champions : - Rangers FC (63.000) - Fenerbahçe SK (36.000) - Union saint-gilloise (27.000) - FC Twente (12.650) | - 5 champions repêchés des barrages de la Ligue des champions : - Galatasaray SK (31.500) - Qarabağ FK (33.000) - FC Midjtjylland (26.000) - FK Bodø/Glimt (28.000) - Malmö FF (18.500) - 2 non-champions repêchés des barrages de la Ligue des champions : - Slavia Prague (53.000) - Dynamo Kiev (26.500) - 4 non-champions repêchés du 3e tour de qualification de la Ligue des champions : - Rangers FC (63.000) - Fenerbahçe SK (36.000) - Union saint-gilloise (27.000) - FC Twente (12.650) | - 5 champions repêchés des barrages de la Ligue des champions : - Galatasaray SK (31.500) - Qarabağ FK (33.000) - FC Midjtjylland (26.000) - FK Bodø/Glimt (28.000) - Malmö FF (18.500) - 2 non-champions repêchés des barrages de la Ligue des champions : - Slavia Prague (53.000) - Dynamo Kiev (26.500) - 4 non-champions repêchés du 3e tour de qualification de la Ligue des champions : - Rangers FC (63.000) - Fenerbahçe SK (36.000) - Union saint-gilloise (27.000) - FC Twente (12.650) | - 5 champions repêchés des barrages de la Ligue des champions : - Galatasaray SK (31.500) - Qarabağ FK (33.000) - FC Midjtjylland (26.000) - FK Bodø/Glimt (28.000) - Malmö FF (18.500) - 2 non-champions repêchés des barrages de la Ligue des champions : - Slavia Prague (53.000) - Dynamo Kiev (26.500) - 4 non-champions repêchés du 3e tour de qualification de la Ligue des champions : - Rangers FC (63.000) - Fenerbahçe SK (36.000) - Union saint-gilloise (27.000) - FC Twente (12.650) | - 5 champions repêchés des barrages de la Ligue des champions : - Galatasaray SK (31.500) - Qarabağ FK (33.000) - FC Midjtjylland (26.000) - FK Bodø/Glimt (28.000) - Malmö FF (18.500) - 2 non-champions repêchés des barrages de la Ligue des champions : - Slavia Prague (53.000) - Dynamo Kiev (26.500) - 4 non-champions repêchés du 3e tour de qualification de la Ligue des champions : - Rangers FC (63.000) - Fenerbahçe SK (36.000) - Union saint-gilloise (27.000) - FC Twente (12.650) | - 5 champions repêchés des barrages de la Ligue des champions : - Galatasaray SK (31.500) - Qarabağ FK (33.000) - FC Midjtjylland (26.000) - FK Bodø/Glimt (28.000) - Malmö FF (18.500) - 2 non-champions repêchés des barrages de la Ligue des champions : - Slavia Prague (53.000) - Dynamo Kiev (26.500) - 4 non-champions repêchés du 3e tour de qualification de la Ligue des champions : - Rangers FC (63.000) - Fenerbahçe SK (36.000) - Union saint-gilloise (27.000) - FC Twente (12.650) | - 5 champions repêchés des barrages de la Ligue des champions : - Galatasaray SK (31.500) - Qarabağ FK (33.000) - FC Midjtjylland (26.000) - FK Bodø/Glimt (28.000) - Malmö FF (18.500) - 2 non-champions repêchés des barrages de la Ligue des champions : - Slavia Prague (53.000) - Dynamo Kiev (26.500) - 4 non-champions repêchés du 3e tour de qualification de la Ligue des champions : - Rangers FC (63.000) - Fenerbahçe SK (36.000) - Union saint-gilloise (27.000) - FC Twente (12.650) | - 5 champions repêchés des barrages de la Ligue des champions : - Galatasaray SK (31.500) - Qarabağ FK (33.000) - FC Midjtjylland (26.000) - FK Bodø/Glimt (28.000) - Malmö FF (18.500) - 2 non-champions repêchés des barrages de la Ligue des champions : - Slavia Prague (53.000) - Dynamo Kiev (26.500) - 4 non-champions repêchés du 3e tour de qualification de la Ligue des champions : - Rangers FC (63.000) - Fenerbahçe SK (36.000) - Union saint-gilloise (27.000) - FC Twente (12.650) |
| Barrages | | | | | | | | | | | | | | | |
| - 6 champions repêchés du 3e tour de qualification de la Ligue des champions : - PAOK Salonique (37.000) - Ludogorets Razgrad (26.000) - Ferencváros TC (35.000) - APOEL Nicosie (14.500) - FCSB (10.500) - Jagiellonia Białystok (5.075) | - 6 champions repêchés du 3e tour de qualification de la Ligue des champions : - PAOK Salonique (37.000) - Ludogorets Razgrad (26.000) - Ferencváros TC (35.000) - APOEL Nicosie (14.500) - FCSB (10.500) - Jagiellonia Białystok (5.075) | - 6 champions repêchés du 3e tour de qualification de la Ligue des champions : - PAOK Salonique (37.000) - Ludogorets Razgrad (26.000) - Ferencváros TC (35.000) - APOEL Nicosie (14.500) - FCSB (10.500) - Jagiellonia Białystok (5.075) | - 6 champions repêchés du 3e tour de qualification de la Ligue des champions : - PAOK Salonique (37.000) - Ludogorets Razgrad (26.000) - Ferencváros TC (35.000) - APOEL Nicosie (14.500) - FCSB (10.500) - Jagiellonia Białystok (5.075) | - 6 champions repêchés du 3e tour de qualification de la Ligue des champions : - PAOK Salonique (37.000) - Ludogorets Razgrad (26.000) - Ferencváros TC (35.000) - APOEL Nicosie (14.500) - FCSB (10.500) - Jagiellonia Białystok (5.075) | - 6 champions repêchés du 3e tour de qualification de la Ligue des champions : - PAOK Salonique (37.000) - Ludogorets Razgrad (26.000) - Ferencváros TC (35.000) - APOEL Nicosie (14.500) - FCSB (10.500) - Jagiellonia Białystok (5.075) | - 6 champions repêchés du 3e tour de qualification de la Ligue des champions : - PAOK Salonique (37.000) - Ludogorets Razgrad (26.000) - Ferencváros TC (35.000) - APOEL Nicosie (14.500) - FCSB (10.500) - Jagiellonia Białystok (5.075) | - 6 champions repêchés du 3e tour de qualification de la Ligue des champions : - PAOK Salonique (37.000) - Ludogorets Razgrad (26.000) - Ferencváros TC (35.000) - APOEL Nicosie (14.500) - FCSB (10.500) - Jagiellonia Białystok (5.075) | - RSC Anderlecht (14.500) 3e de Belgique 2023-2024 - Heart of Midlothian (7.210) 3e d'Écosse en 2023-2024 - LASK (37.000) 3e d'Autriche 2023-2024 - TSC Bačka Topola (5.555) 3e de Serbie 2023-2024 - Beşiktaş JK (12.000) Vainqueur de la Coupe de Turquie 2023-2024 | - RSC Anderlecht (14.500) 3e de Belgique 2023-2024 - Heart of Midlothian (7.210) 3e d'Écosse en 2023-2024 - LASK (37.000) 3e d'Autriche 2023-2024 - TSC Bačka Topola (5.555) 3e de Serbie 2023-2024 - Beşiktaş JK (12.000) Vainqueur de la Coupe de Turquie 2023-2024 | - RSC Anderlecht (14.500) 3e de Belgique 2023-2024 - Heart of Midlothian (7.210) 3e d'Écosse en 2023-2024 - LASK (37.000) 3e d'Autriche 2023-2024 - TSC Bačka Topola (5.555) 3e de Serbie 2023-2024 - Beşiktaş JK (12.000) Vainqueur de la Coupe de Turquie 2023-2024 | - RSC Anderlecht (14.500) 3e de Belgique 2023-2024 - Heart of Midlothian (7.210) 3e d'Écosse en 2023-2024 - LASK (37.000) 3e d'Autriche 2023-2024 - TSC Bačka Topola (5.555) 3e de Serbie 2023-2024 - Beşiktaş JK (12.000) Vainqueur de la Coupe de Turquie 2023-2024 | - RSC Anderlecht (14.500) 3e de Belgique 2023-2024 - Heart of Midlothian (7.210) 3e d'Écosse en 2023-2024 - LASK (37.000) 3e d'Autriche 2023-2024 - TSC Bačka Topola (5.555) 3e de Serbie 2023-2024 - Beşiktaş JK (12.000) Vainqueur de la Coupe de Turquie 2023-2024 | - RSC Anderlecht (14.500) 3e de Belgique 2023-2024 - Heart of Midlothian (7.210) 3e d'Écosse en 2023-2024 - LASK (37.000) 3e d'Autriche 2023-2024 - TSC Bačka Topola (5.555) 3e de Serbie 2023-2024 - Beşiktaş JK (12.000) Vainqueur de la Coupe de Turquie 2023-2024 | - RSC Anderlecht (14.500) 3e de Belgique 2023-2024 - Heart of Midlothian (7.210) 3e d'Écosse en 2023-2024 - LASK (37.000) 3e d'Autriche 2023-2024 - TSC Bačka Topola (5.555) 3e de Serbie 2023-2024 - Beşiktaş JK (12.000) Vainqueur de la Coupe de Turquie 2023-2024 | - RSC Anderlecht (14.500) 3e de Belgique 2023-2024 - Heart of Midlothian (7.210) 3e d'Écosse en 2023-2024 - LASK (37.000) 3e d'Autriche 2023-2024 - TSC Bačka Topola (5.555) 3e de Serbie 2023-2024 - Beşiktaş JK (12.000) Vainqueur de la Coupe de Turquie 2023-2024 |
| Troisième tour de qualification | | | | | | | | | | | | | | | |
| Voie des champions - 12 champions repêchés du 2e tour de qualification de la Ligue des champions : - Maccabi Tel-Aviv (35.500) - FK Panevėžys (11.500) - NK Celje (11.000) - KÍ Klaksvík (10.000) - Shamrock Rovers (9.500) - Lincoln Red Imps (9.000) - The New Saints (8.500) - Dinamo Minsk (8.000) - FK RFS (8.000) - CS Petrocub Hîncești (7.000) - UE Santa Coloma (6.000) - FK Borac Banja Luka (5.500) | Voie des champions - 12 champions repêchés du 2e tour de qualification de la Ligue des champions : - Maccabi Tel-Aviv (35.500) - FK Panevėžys (11.500) - NK Celje (11.000) - KÍ Klaksvík (10.000) - Shamrock Rovers (9.500) - Lincoln Red Imps (9.000) - The New Saints (8.500) - Dinamo Minsk (8.000) - FK RFS (8.000) - CS Petrocub Hîncești (7.000) - UE Santa Coloma (6.000) - FK Borac Banja Luka (5.500) | Voie des champions - 12 champions repêchés du 2e tour de qualification de la Ligue des champions : - Maccabi Tel-Aviv (35.500) - FK Panevėžys (11.500) - NK Celje (11.000) - KÍ Klaksvík (10.000) - Shamrock Rovers (9.500) - Lincoln Red Imps (9.000) - The New Saints (8.500) - Dinamo Minsk (8.000) - FK RFS (8.000) - CS Petrocub Hîncești (7.000) - UE Santa Coloma (6.000) - FK Borac Banja Luka (5.500) | Voie des champions - 12 champions repêchés du 2e tour de qualification de la Ligue des champions : - Maccabi Tel-Aviv (35.500) - FK Panevėžys (11.500) - NK Celje (11.000) - KÍ Klaksvík (10.000) - Shamrock Rovers (9.500) - Lincoln Red Imps (9.000) - The New Saints (8.500) - Dinamo Minsk (8.000) - FK RFS (8.000) - CS Petrocub Hîncești (7.000) - UE Santa Coloma (6.000) - FK Borac Banja Luka (5.500) | Voie des champions - 12 champions repêchés du 2e tour de qualification de la Ligue des champions : - Maccabi Tel-Aviv (35.500) - FK Panevėžys (11.500) - NK Celje (11.000) - KÍ Klaksvík (10.000) - Shamrock Rovers (9.500) - Lincoln Red Imps (9.000) - The New Saints (8.500) - Dinamo Minsk (8.000) - FK RFS (8.000) - CS Petrocub Hîncești (7.000) - UE Santa Coloma (6.000) - FK Borac Banja Luka (5.500) | Voie des champions - 12 champions repêchés du 2e tour de qualification de la Ligue des champions : - Maccabi Tel-Aviv (35.500) - FK Panevėžys (11.500) - NK Celje (11.000) - KÍ Klaksvík (10.000) - Shamrock Rovers (9.500) - Lincoln Red Imps (9.000) - The New Saints (8.500) - Dinamo Minsk (8.000) - FK RFS (8.000) - CS Petrocub Hîncești (7.000) - UE Santa Coloma (6.000) - FK Borac Banja Luka (5.500) | Voie des champions - 12 champions repêchés du 2e tour de qualification de la Ligue des champions : - Maccabi Tel-Aviv (35.500) - FK Panevėžys (11.500) - NK Celje (11.000) - KÍ Klaksvík (10.000) - Shamrock Rovers (9.500) - Lincoln Red Imps (9.000) - The New Saints (8.500) - Dinamo Minsk (8.000) - FK RFS (8.000) - CS Petrocub Hîncești (7.000) - UE Santa Coloma (6.000) - FK Borac Banja Luka (5.500) | Voie des champions - 12 champions repêchés du 2e tour de qualification de la Ligue des champions : - Maccabi Tel-Aviv (35.500) - FK Panevėžys (11.500) - NK Celje (11.000) - KÍ Klaksvík (10.000) - Shamrock Rovers (9.500) - Lincoln Red Imps (9.000) - The New Saints (8.500) - Dinamo Minsk (8.000) - FK RFS (8.000) - CS Petrocub Hîncești (7.000) - UE Santa Coloma (6.000) - FK Borac Banja Luka (5.500) | Voie principale - 2 non-champions repêchés du 2e tour de qualification de la Ligue des champions : - Partizan Belgrade (25.500) - FC Lugano (8.000) - Servette FC (9.000) Vainqueur de la Coupe de Suisse 2023-2024 - Kryvbass Kryvy Rih (5.600) 3e d'Ukraine en 2023-2024 - Viktoria Plzeň (28.000) 3e de Tchéquie en 2023-2024 | Voie principale - 2 non-champions repêchés du 2e tour de qualification de la Ligue des champions : - Partizan Belgrade (25.500) - FC Lugano (8.000) - Servette FC (9.000) Vainqueur de la Coupe de Suisse 2023-2024 - Kryvbass Kryvy Rih (5.600) 3e d'Ukraine en 2023-2024 - Viktoria Plzeň (28.000) 3e de Tchéquie en 2023-2024 | Voie principale - 2 non-champions repêchés du 2e tour de qualification de la Ligue des champions : - Partizan Belgrade (25.500) - FC Lugano (8.000) - Servette FC (9.000) Vainqueur de la Coupe de Suisse 2023-2024 - Kryvbass Kryvy Rih (5.600) 3e d'Ukraine en 2023-2024 - Viktoria Plzeň (28.000) 3e de Tchéquie en 2023-2024 | Voie principale - 2 non-champions repêchés du 2e tour de qualification de la Ligue des champions : - Partizan Belgrade (25.500) - FC Lugano (8.000) - Servette FC (9.000) Vainqueur de la Coupe de Suisse 2023-2024 - Kryvbass Kryvy Rih (5.600) 3e d'Ukraine en 2023-2024 - Viktoria Plzeň (28.000) 3e de Tchéquie en 2023-2024 | Voie principale - 2 non-champions repêchés du 2e tour de qualification de la Ligue des champions : - Partizan Belgrade (25.500) - FC Lugano (8.000) - Servette FC (9.000) Vainqueur de la Coupe de Suisse 2023-2024 - Kryvbass Kryvy Rih (5.600) 3e d'Ukraine en 2023-2024 - Viktoria Plzeň (28.000) 3e de Tchéquie en 2023-2024 | Voie principale - 2 non-champions repêchés du 2e tour de qualification de la Ligue des champions : - Partizan Belgrade (25.500) - FC Lugano (8.000) - Servette FC (9.000) Vainqueur de la Coupe de Suisse 2023-2024 - Kryvbass Kryvy Rih (5.600) 3e d'Ukraine en 2023-2024 - Viktoria Plzeň (28.000) 3e de Tchéquie en 2023-2024 | Voie principale - 2 non-champions repêchés du 2e tour de qualification de la Ligue des champions : - Partizan Belgrade (25.500) - FC Lugano (8.000) - Servette FC (9.000) Vainqueur de la Coupe de Suisse 2023-2024 - Kryvbass Kryvy Rih (5.600) 3e d'Ukraine en 2023-2024 - Viktoria Plzeň (28.000) 3e de Tchéquie en 2023-2024 | Voie principale - 2 non-champions repêchés du 2e tour de qualification de la Ligue des champions : - Partizan Belgrade (25.500) - FC Lugano (8.000) - Servette FC (9.000) Vainqueur de la Coupe de Suisse 2023-2024 - Kryvbass Kryvy Rih (5.600) 3e d'Ukraine en 2023-2024 - Viktoria Plzeň (28.000) 3e de Tchéquie en 2023-2024 |
| Deuxième tour de qualification | | | | | | | | | | | | | | | |
| - Ajax Amsterdam (67.000) 5e des Pays-Bas 2023-2024 - SC Braga (49.000) 4e du Portugal 2023-2024 - Cercle Bruges (9.760) 4e de Belgique 2023-2024 - Kilmarnock FC (7.210) 4e d'Écosse 2023-2024 - Rapid Vienne (14.000) 4e d'Autriche 2023-2024 - FK Vojvodina Novi Sad (5.555) 4e de Serbie 2023-2024 | - Ajax Amsterdam (67.000) 5e des Pays-Bas 2023-2024 - SC Braga (49.000) 4e du Portugal 2023-2024 - Cercle Bruges (9.760) 4e de Belgique 2023-2024 - Kilmarnock FC (7.210) 4e d'Écosse 2023-2024 - Rapid Vienne (14.000) 4e d'Autriche 2023-2024 - FK Vojvodina Novi Sad (5.555) 4e de Serbie 2023-2024 | - Ajax Amsterdam (67.000) 5e des Pays-Bas 2023-2024 - SC Braga (49.000) 4e du Portugal 2023-2024 - Cercle Bruges (9.760) 4e de Belgique 2023-2024 - Kilmarnock FC (7.210) 4e d'Écosse 2023-2024 - Rapid Vienne (14.000) 4e d'Autriche 2023-2024 - FK Vojvodina Novi Sad (5.555) 4e de Serbie 2023-2024 | - Ajax Amsterdam (67.000) 5e des Pays-Bas 2023-2024 - SC Braga (49.000) 4e du Portugal 2023-2024 - Cercle Bruges (9.760) 4e de Belgique 2023-2024 - Kilmarnock FC (7.210) 4e d'Écosse 2023-2024 - Rapid Vienne (14.000) 4e d'Autriche 2023-2024 - FK Vojvodina Novi Sad (5.555) 4e de Serbie 2023-2024 | - Ajax Amsterdam (67.000) 5e des Pays-Bas 2023-2024 - SC Braga (49.000) 4e du Portugal 2023-2024 - Cercle Bruges (9.760) 4e de Belgique 2023-2024 - Kilmarnock FC (7.210) 4e d'Écosse 2023-2024 - Rapid Vienne (14.000) 4e d'Autriche 2023-2024 - FK Vojvodina Novi Sad (5.555) 4e de Serbie 2023-2024 | - Ajax Amsterdam (67.000) 5e des Pays-Bas 2023-2024 - SC Braga (49.000) 4e du Portugal 2023-2024 - Cercle Bruges (9.760) 4e de Belgique 2023-2024 - Kilmarnock FC (7.210) 4e d'Écosse 2023-2024 - Rapid Vienne (14.000) 4e d'Autriche 2023-2024 - FK Vojvodina Novi Sad (5.555) 4e de Serbie 2023-2024 | - Ajax Amsterdam (67.000) 5e des Pays-Bas 2023-2024 - SC Braga (49.000) 4e du Portugal 2023-2024 - Cercle Bruges (9.760) 4e de Belgique 2023-2024 - Kilmarnock FC (7.210) 4e d'Écosse 2023-2024 - Rapid Vienne (14.000) 4e d'Autriche 2023-2024 - FK Vojvodina Novi Sad (5.555) 4e de Serbie 2023-2024 | - Ajax Amsterdam (67.000) 5e des Pays-Bas 2023-2024 - SC Braga (49.000) 4e du Portugal 2023-2024 - Cercle Bruges (9.760) 4e de Belgique 2023-2024 - Kilmarnock FC (7.210) 4e d'Écosse 2023-2024 - Rapid Vienne (14.000) 4e d'Autriche 2023-2024 - FK Vojvodina Novi Sad (5.555) 4e de Serbie 2023-2024 | - Trabzonspor (11.500) 3e de Turquie 2023-2024 - Molde FK (28.500) Vainqueur de la Coupe de Norvège 2023 - Silkeborg IF (6.290) Vainqueur de la Coupe du Danemark 2023-2024 - HNK Rijeka (12.000) 2e de Championnat de Croatie en 2023-2024, - Panathinaïkós (6.305) Vainqueur de la Coupe de Grèce 2023-2024 - Maccabi Petah-Tikva (6.225) Vainqueur de la Coupe d'Israël 2023-2024 | - Trabzonspor (11.500) 3e de Turquie 2023-2024 - Molde FK (28.500) Vainqueur de la Coupe de Norvège 2023 - Silkeborg IF (6.290) Vainqueur de la Coupe du Danemark 2023-2024 - HNK Rijeka (12.000) 2e de Championnat de Croatie en 2023-2024, - Panathinaïkós (6.305) Vainqueur de la Coupe de Grèce 2023-2024 - Maccabi Petah-Tikva (6.225) Vainqueur de la Coupe d'Israël 2023-2024 | - Trabzonspor (11.500) 3e de Turquie 2023-2024 - Molde FK (28.500) Vainqueur de la Coupe de Norvège 2023 - Silkeborg IF (6.290) Vainqueur de la Coupe du Danemark 2023-2024 - HNK Rijeka (12.000) 2e de Championnat de Croatie en 2023-2024, - Panathinaïkós (6.305) Vainqueur de la Coupe de Grèce 2023-2024 - Maccabi Petah-Tikva (6.225) Vainqueur de la Coupe d'Israël 2023-2024 | - Trabzonspor (11.500) 3e de Turquie 2023-2024 - Molde FK (28.500) Vainqueur de la Coupe de Norvège 2023 - Silkeborg IF (6.290) Vainqueur de la Coupe du Danemark 2023-2024 - HNK Rijeka (12.000) 2e de Championnat de Croatie en 2023-2024, - Panathinaïkós (6.305) Vainqueur de la Coupe de Grèce 2023-2024 - Maccabi Petah-Tikva (6.225) Vainqueur de la Coupe d'Israël 2023-2024 | - Trabzonspor (11.500) 3e de Turquie 2023-2024 - Molde FK (28.500) Vainqueur de la Coupe de Norvège 2023 - Silkeborg IF (6.290) Vainqueur de la Coupe du Danemark 2023-2024 - HNK Rijeka (12.000) 2e de Championnat de Croatie en 2023-2024, - Panathinaïkós (6.305) Vainqueur de la Coupe de Grèce 2023-2024 - Maccabi Petah-Tikva (6.225) Vainqueur de la Coupe d'Israël 2023-2024 | - Trabzonspor (11.500) 3e de Turquie 2023-2024 - Molde FK (28.500) Vainqueur de la Coupe de Norvège 2023 - Silkeborg IF (6.290) Vainqueur de la Coupe du Danemark 2023-2024 - HNK Rijeka (12.000) 2e de Championnat de Croatie en 2023-2024, - Panathinaïkós (6.305) Vainqueur de la Coupe de Grèce 2023-2024 - Maccabi Petah-Tikva (6.225) Vainqueur de la Coupe d'Israël 2023-2024 | - Trabzonspor (11.500) 3e de Turquie 2023-2024 - Molde FK (28.500) Vainqueur de la Coupe de Norvège 2023 - Silkeborg IF (6.290) Vainqueur de la Coupe du Danemark 2023-2024 - HNK Rijeka (12.000) 2e de Championnat de Croatie en 2023-2024, - Panathinaïkós (6.305) Vainqueur de la Coupe de Grèce 2023-2024 - Maccabi Petah-Tikva (6.225) Vainqueur de la Coupe d'Israël 2023-2024 | - Trabzonspor (11.500) 3e de Turquie 2023-2024 - Molde FK (28.500) Vainqueur de la Coupe de Norvège 2023 - Silkeborg IF (6.290) Vainqueur de la Coupe du Danemark 2023-2024 - HNK Rijeka (12.000) 2e de Championnat de Croatie en 2023-2024, - Panathinaïkós (6.305) Vainqueur de la Coupe de Grèce 2023-2024 - Maccabi Petah-Tikva (6.225) Vainqueur de la Coupe d'Israël 2023-2024 |
| Premier tour de qualification | | | | | | | | | | | | | | | |
| - Paphos FC (4.420) Vainqueur de la Coupe de Chypre 2023-2024 - IF Elfsborg (4.300) 2e de Championnat de Suède en 2023 - Wisła Cracovie (5.075) Vainqueur de la Coupe de Pologne 2023-2024 - Paksi FC (4.375) Vainqueur de la Coupe de Hongrie 2023-2024 - Corvinul Hunedoara (4.275) Vainqueur de la Coupe de Roumanie 2023-2024 - Botev Plovdiv (4.075) Vainqueur de la Coupe de Bulgarie 2023-2024 | - Paphos FC (4.420) Vainqueur de la Coupe de Chypre 2023-2024 - IF Elfsborg (4.300) 2e de Championnat de Suède en 2023 - Wisła Cracovie (5.075) Vainqueur de la Coupe de Pologne 2023-2024 - Paksi FC (4.375) Vainqueur de la Coupe de Hongrie 2023-2024 - Corvinul Hunedoara (4.275) Vainqueur de la Coupe de Roumanie 2023-2024 - Botev Plovdiv (4.075) Vainqueur de la Coupe de Bulgarie 2023-2024 | - Paphos FC (4.420) Vainqueur de la Coupe de Chypre 2023-2024 - IF Elfsborg (4.300) 2e de Championnat de Suède en 2023 - Wisła Cracovie (5.075) Vainqueur de la Coupe de Pologne 2023-2024 - Paksi FC (4.375) Vainqueur de la Coupe de Hongrie 2023-2024 - Corvinul Hunedoara (4.275) Vainqueur de la Coupe de Roumanie 2023-2024 - Botev Plovdiv (4.075) Vainqueur de la Coupe de Bulgarie 2023-2024 | - Paphos FC (4.420) Vainqueur de la Coupe de Chypre 2023-2024 - IF Elfsborg (4.300) 2e de Championnat de Suède en 2023 - Wisła Cracovie (5.075) Vainqueur de la Coupe de Pologne 2023-2024 - Paksi FC (4.375) Vainqueur de la Coupe de Hongrie 2023-2024 - Corvinul Hunedoara (4.275) Vainqueur de la Coupe de Roumanie 2023-2024 - Botev Plovdiv (4.075) Vainqueur de la Coupe de Bulgarie 2023-2024 | - Paphos FC (4.420) Vainqueur de la Coupe de Chypre 2023-2024 - IF Elfsborg (4.300) 2e de Championnat de Suède en 2023 - Wisła Cracovie (5.075) Vainqueur de la Coupe de Pologne 2023-2024 - Paksi FC (4.375) Vainqueur de la Coupe de Hongrie 2023-2024 - Corvinul Hunedoara (4.275) Vainqueur de la Coupe de Roumanie 2023-2024 - Botev Plovdiv (4.075) Vainqueur de la Coupe de Bulgarie 2023-2024 | - Paphos FC (4.420) Vainqueur de la Coupe de Chypre 2023-2024 - IF Elfsborg (4.300) 2e de Championnat de Suède en 2023 - Wisła Cracovie (5.075) Vainqueur de la Coupe de Pologne 2023-2024 - Paksi FC (4.375) Vainqueur de la Coupe de Hongrie 2023-2024 - Corvinul Hunedoara (4.275) Vainqueur de la Coupe de Roumanie 2023-2024 - Botev Plovdiv (4.075) Vainqueur de la Coupe de Bulgarie 2023-2024 | - Paphos FC (4.420) Vainqueur de la Coupe de Chypre 2023-2024 - IF Elfsborg (4.300) 2e de Championnat de Suède en 2023 - Wisła Cracovie (5.075) Vainqueur de la Coupe de Pologne 2023-2024 - Paksi FC (4.375) Vainqueur de la Coupe de Hongrie 2023-2024 - Corvinul Hunedoara (4.275) Vainqueur de la Coupe de Roumanie 2023-2024 - Botev Plovdiv (4.075) Vainqueur de la Coupe de Bulgarie 2023-2024 | - Paphos FC (4.420) Vainqueur de la Coupe de Chypre 2023-2024 - IF Elfsborg (4.300) 2e de Championnat de Suède en 2023 - Wisła Cracovie (5.075) Vainqueur de la Coupe de Pologne 2023-2024 - Paksi FC (4.375) Vainqueur de la Coupe de Hongrie 2023-2024 - Corvinul Hunedoara (4.275) Vainqueur de la Coupe de Roumanie 2023-2024 - Botev Plovdiv (4.075) Vainqueur de la Coupe de Bulgarie 2023-2024 | - MFK Ružomberok (3.925) Vainqueur de la Coupe de Slovaquie 2023-2024 - Zira FK (4.025) 2e d'Azerbaïdjan en 2023-2024 - Tobol Kostanaï (7.500) Vainqueur de la Coupe du Kazakhstan 2023 - NK Maribor (9.500) 2e du Championnat de Slovénie en 2023-2024 - Sheriff Tiraspol (20.000) 2e de Moldavie en 2023-2024 - KF Llapi Podujeve (2.308) 2e du Championnat du Kosovo en 2023-2024 | - MFK Ružomberok (3.925) Vainqueur de la Coupe de Slovaquie 2023-2024 - Zira FK (4.025) 2e d'Azerbaïdjan en 2023-2024 - Tobol Kostanaï (7.500) Vainqueur de la Coupe du Kazakhstan 2023 - NK Maribor (9.500) 2e du Championnat de Slovénie en 2023-2024 - Sheriff Tiraspol (20.000) 2e de Moldavie en 2023-2024 - KF Llapi Podujeve (2.308) 2e du Championnat du Kosovo en 2023-2024 | - MFK Ružomberok (3.925) Vainqueur de la Coupe de Slovaquie 2023-2024 - Zira FK (4.025) 2e d'Azerbaïdjan en 2023-2024 - Tobol Kostanaï (7.500) Vainqueur de la Coupe du Kazakhstan 2023 - NK Maribor (9.500) 2e du Championnat de Slovénie en 2023-2024 - Sheriff Tiraspol (20.000) 2e de Moldavie en 2023-2024 - KF Llapi Podujeve (2.308) 2e du Championnat du Kosovo en 2023-2024 | - MFK Ružomberok (3.925) Vainqueur de la Coupe de Slovaquie 2023-2024 - Zira FK (4.025) 2e d'Azerbaïdjan en 2023-2024 - Tobol Kostanaï (7.500) Vainqueur de la Coupe du Kazakhstan 2023 - NK Maribor (9.500) 2e du Championnat de Slovénie en 2023-2024 - Sheriff Tiraspol (20.000) 2e de Moldavie en 2023-2024 - KF Llapi Podujeve (2.308) 2e du Championnat du Kosovo en 2023-2024 | - MFK Ružomberok (3.925) Vainqueur de la Coupe de Slovaquie 2023-2024 - Zira FK (4.025) 2e d'Azerbaïdjan en 2023-2024 - Tobol Kostanaï (7.500) Vainqueur de la Coupe du Kazakhstan 2023 - NK Maribor (9.500) 2e du Championnat de Slovénie en 2023-2024 - Sheriff Tiraspol (20.000) 2e de Moldavie en 2023-2024 - KF Llapi Podujeve (2.308) 2e du Championnat du Kosovo en 2023-2024 | - MFK Ružomberok (3.925) Vainqueur de la Coupe de Slovaquie 2023-2024 - Zira FK (4.025) 2e d'Azerbaïdjan en 2023-2024 - Tobol Kostanaï (7.500) Vainqueur de la Coupe du Kazakhstan 2023 - NK Maribor (9.500) 2e du Championnat de Slovénie en 2023-2024 - Sheriff Tiraspol (20.000) 2e de Moldavie en 2023-2024 - KF Llapi Podujeve (2.308) 2e du Championnat du Kosovo en 2023-2024 | - MFK Ružomberok (3.925) Vainqueur de la Coupe de Slovaquie 2023-2024 - Zira FK (4.025) 2e d'Azerbaïdjan en 2023-2024 - Tobol Kostanaï (7.500) Vainqueur de la Coupe du Kazakhstan 2023 - NK Maribor (9.500) 2e du Championnat de Slovénie en 2023-2024 - Sheriff Tiraspol (20.000) 2e de Moldavie en 2023-2024 - KF Llapi Podujeve (2.308) 2e du Championnat du Kosovo en 2023-2024 | - MFK Ružomberok (3.925) Vainqueur de la Coupe de Slovaquie 2023-2024 - Zira FK (4.025) 2e d'Azerbaïdjan en 2023-2024 - Tobol Kostanaï (7.500) Vainqueur de la Coupe du Kazakhstan 2023 - NK Maribor (9.500) 2e du Championnat de Slovénie en 2023-2024 - Sheriff Tiraspol (20.000) 2e de Moldavie en 2023-2024 - KF Llapi Podujeve (2.308) 2e du Championnat du Kosovo en 2023-2024 |

## Calendrier
| Nom | Tirage au sort    | Date aller                                                                                       | Date retour                                                                                      | Équipes participantes       |
| --- | ----------------- | ------------------------------------------------------------------------------------------------ | ------------------------------------------------------------------------------------------------ | --------------------------- |
| Phase qualificative (2024)                                                                                |                   |                                                                                                  |                                                                                                  |                             |
| Premier tour de qualification                                                                             | 18 juin à Nyon    | 11 juillet                                                                                       | 18 juillet                                                                                       | 12                          |
| Deuxième tour de qualification                                                                            | 19 juin à Nyon    | 25 juillet                                                                                       | 1er août                                                                                         | 18 (6 + 12)                 |
| Troisième tour de qualification                                                                           | 22 juillet à Nyon | 8 août                                                                                           | 15 août                                                                                          | VC : 12 VL : 14 (9 + 3 + 2) |
| Barrages                                                                                                  | 5 août à Nyon     | 22 août                                                                                          | 29 août                                                                                          | 24 (13 + 5 + 6)             |
| Phase de ligue (2024 - 2025)                                                                              |                   |                                                                                                  |                                                                                                  |                             |
| Journée 1 Journée 2 Journée 3 Journée 4 Journée 5 Journée 6 Journée 7 Journée 8                           | 30 août à Nyon    | 25 et 26 septembre 3 octobre 24 octobre 7 novembre 28 novembre 12 décembre 23 janvier 30 janvier | 25 et 26 septembre 3 octobre 24 octobre 7 novembre 28 novembre 12 décembre 23 janvier 30 janvier | 36 (12 + 13 + 11)           |
| Phase à élimination directe (2025)                                                                        |                   |                                                                                                  |                                                                                                  |                             |
| Barrages                                                                                                  | 31 janvier        | 13 février                                                                                       | 20 février                                                                                       | 16                          |
| Huitièmes de finale                                                                                       | 21 février        | 6 mars                                                                                           | 13 mars                                                                                          | 16 (8 + 8)                  |
| Quarts de finale                                                                                          | 21 février        | 10 avril                                                                                         | 17 avril                                                                                         | 8                           |
| Demi-finale                                                                                               | 21 février        | 1er mai                                                                                          | 8 mai                                                                                            | 4                           |
| Finale | 21 février        | 21 mai 2025 à Bilbao                                                                             | 21 mai 2025 à Bilbao                                                                             | 2                           |
| Légende : Nombre de Clubs (Clubs qualifiés du tour précédent + Clubs entrants + clubs repêchés de la LDC) |                   |                                                                                                  |                                                                                                  |                             |

## Phase qualificative

### Premier tour de qualification
Ce tour concerne les douze vainqueurs de coupe nationale des associations classées entre la 22e et la 33e place au classement UEFA. Les six vainqueurs de ce tour se qualifient pour le deuxième tour de qualification tandis que les six perdants sont reversés au deuxième tour de qualification de la Ligue Conférence.
| Équipe              | Aller           | Total             | Retour          | Équipe                |
| Voie principale     | Voie principale | Voie principale   | Voie principale | Voie principale       |
| ------------------- | --------------- | ----------------- | --------------- | --------------------- |
| PFK Botev Plovdiv   | 2 - 1           | 4 - 3             | 2 - 2           | NK Maribor            |
| IF Elfsborg         | 3 - 0           | 8 - 2             | 5 - 2           | Paphos FC             |
| Paksi FC            | 0 - 4           | 2 - 4             | 2 - 0           | FC Corvinul Hunedoara |
| FC Sheriff Tiraspol | 0 - 1           | 2 - 2 (5 - 4 tab) | 2 - 1           | Zira FK               |
| Wisła Cracovie      | 2 - 0           | 4 - 1             | 2 - 1           | KF Llapi Podujeve     |
| MFK Ružomberok      | 5 - 2           | 5 - 3             | 0 - 1           | FK Tobol Kostanaï     |

### Deuxième tour de qualification
Ce tour concerne les vainqueurs de coupe nationale des associations classées entre la 16e et la 21e place au classement UEFA, les troisièmes des associations classées entre la 7e et la 12e place au classement UEFA ainsi que du quatrième de l'association classée à la 6e place, auxquels s'ajoutent les six vainqueurs du premier tour.
Les neuf vainqueurs de ce tour se qualifient pour le troisième tour de qualification tandis que les neuf perdants sont reversés au troisième tour de qualification de la Ligue Conférence.
| Équipe             | Aller           | Total           | Retour          | Équipe                |
| Voie principale    | Voie principale | Voie principale | Voie principale | Voie principale       |
| ------------------ | --------------- | --------------- | --------------- | --------------------- |
| Ajax Amsterdam     | 1 - 0           | 4 - 1           | 3 - 1           | FK Vojvodina Novi Sad |
| MFK Ružomberok     | 0 - 2           | 0 - 3           | 0 - 1           | Trabzonspor           |
| Wisła Cracovie     | 1 - 2           | 2 - 8           | 1 - 6           | Rapid Vienne          |
| Kilmarnock FC      | 1 - 1           | 1 - 2           | 0 - 1           | Cercle Bruges         |
| Molde FK           | 3 - 1           | 5 - 4           | 2 - 3           | Silkeborg IF          |
| Corvinul Hunedoara | 0 - 0           | 0 - 1           | 0 - 1           | HNK Rijeka            |
| SC Braga           | 2 - 0           | 7 - 0           | 5 - 0           | Maccabi Petah-Tikva   |
| Panathinaïkós      | 2 - 1           | 6 - 1           | 4 - 0           | Botev Plovdiv         |
| Sheriff Tiraspol   | 0 - 1           | 0 - 3           | 0 - 2           | IF Elfsborg           |

### Troisième tour de qualification
La phase qualificative se divise à ce moment-là en deux voies distinctes : la voie des Champions réservée aux champions nationaux et la voie principale. Les treize vainqueurs de ce tour se qualifient pour les barrages et les treize perdants sont reversés en barrages de la Ligue Conférence.
Voie des Champions
Ce tour voit l'entrée en lice des douze perdants de la voie des Champions du deuxième tour de qualification de la Ligue des champions.
| KÍ Klaksvík          | 2 - 1 | 3 - 4 | 1 - 3 ap | FK Borac Banja Luka |
| UE Santa Coloma      | 0 - 2 | 0 - 9 | 0 - 7    | FK RFS              |
| NK Celje             | 1 - 0 | 2 - 3 | 1 - 3 ap | Shamrock Rovers     |
| FK Panevėžys         | 1 - 2 | 1 - 5 | 0 - 3    | Maccabi Tel-Aviv    |
| CS Petrocub Hîncești | 1 - 0 | 1 - 0 | 0 - 0    | The New Saints      |
| Dinamo Minsk         | 2 - 0 | 3 - 2 | 1 - 2    | Lincoln Red Imps    |

Voie principale
Elle voit l'entrée des trois vainqueurs des Coupes nationales des associations classées de la 13e à la 15e place au classement UEFA, auxquels s'ajoutent les neuf vainqueurs du deuxième tour ainsi que les trois perdants du deuxième tour de qualification de la voie de la Ligue de la Ligue des champions, pour un total de quatorze équipes.
| Partizan Belgrade  | 0 - 1 | 2 - 3               | 2 - 2 ap | FC Lugano      |
| Molde FK           | 3 - 0 | 3 - 1               | 0 - 1    | Cercle Bruges  |
| Panathinaïkós      | 0 - 1 | 1 - 1 (12 - 13 tab) | 1 - 0 ap | Ajax Amsterdam |
| Trabzonspor        | 0 - 1 | 0 - 3               | 0 - 2    | Rapid Vienne   |
| SC Braga           | 0 - 0 | 2 - 1               | 2 - 1    | Servette FC    |
| HNK Rijeka         | 1 - 1 | 1 - 3               | 0 - 2    | IF Elfsborg    |
| Kryvbass Kryvy Rih | 1 - 2 | 1 - 3               | 0 - 1    | Viktoria Plzeň |

### Barrages
Il n'y a plus de séparation entre champions et non-champions lors de ce tour.
Ce tour voit l'entrée en lice des cinq vainqueurs des Coupe nationales des associations classées de la 8e à la 12e place au classement UEFA, auxquels s'ajoutent les treize vainqueurs du troisième tour de qualification et les six perdants du troisième tour de qualification de la voie des Champions de la Ligue des champions.
Les douze vainqueurs de ce tour se qualifient pour la phase de ligue de la Ligue Europa tandis que les douze perdants sont reversés en phase de ligue de la Ligue Conférence.
| Équipe                | Aller | Total             | Retour   | Équipe               |
| --------------------- | ----- | ----------------- | -------- | -------------------- |
| Dinamo Minsk          | 0 - 1 | 0 - 2             | 0 - 1    | RSC Anderlecht       |
| Jagiellonia Białystok | 1 - 4 | 1 - 7             | 0 - 3    | Ajax Amsterdam       |
| Ludogorets Razgrad    | 4 - 0 | 6 - 1             | 2 - 1    | CS Petrocub Hîncești |
| FC Lugano             | 3 - 3 | 4 - 8             | 1 - 5    | Beşiktaş JK          |
| LASK                  | 1 - 1 | 1 - 2             | 0 - 1    | FCSB                 |
| FK RFS                | 2 - 1 | 3 - 3 (4 - 2 tab) | 1 - 2 ap | APOEL Nicosie        |
| Maccabi Tel-Aviv      | 3 - 0 | 8 - 1             | 5 - 1    | TSC Bačka Topola     |
| PAOK Salonique        | 4 - 0 | 6 - 0             | 2 - 0    | Shamrock Rovers      |
| Ferencváros TC        | 0 - 0 | 1 - 1 (3 - 2 tab) | 1 - 1 ap | FK Borac Banja Luka  |
| Molde FK              | 0 - 1 | 1 - 1 (2 - 4 tab) | 1 - 0 ap | IF Elfsborg          |
| SC Braga              | 2 - 1 | 4 - 3             | 2 - 2    | Rapid Vienne         |
| Viktoria Plzeň        | 1 - 0 | 2 - 0             | 1 - 0    | Heart of Midlothian  |

## Phase de ligue
Bruxelles
Anderlecht
Saint-Gilles
Istanbul
Beşiktaş
Fenerbahçe
Galatasaray
Rome
AS Rome
SS Lazio

### Format et tirage au sort
Le tirage au sort a lieu le 30 août 2024. Les trente-six équipes participantes sont réparties dans quatre chapeaux de neuf équipes sur la base de leur coefficient UEFA en 2024. Chaque équipe affronte sur un seul match deux équipes de chaque chapeau (y compris son propre chapeau), soit au total huit adversaires différents (quatre matches à domicile et quatre matches à l'extérieur).

#### Chapeaux du tirage au sort
| Chapeau 1           | Chapeau 1 | Chapeau 2           | Chapeau 2 | Chapeau 3             | Chapeau 3 | Chapeau 4         | Chapeau 4 |
| ------------------- | --------- | ------------------- | --------- | --------------------- | --------- | ----------------- | --------- |
| AS Rome             | 101,000   | Real Sociedad       | 51,000    | Qarabağ FK Ch         | 33,000    | Athletic Bilbao C | 17,897    |
| Manchester United C | 92,000    | AZ Alkmaar          | 50,000    | Galatasaray SK Ch     | 31,500    | TSG Hoffenheim    | 17,324    |
| FC Porto C          | 77,000    | SC Braga            | 49,000    | FK Bodø/Glimt Ch      | 28,000    | OGC Nice          | 17,000    |
| Ajax Amsterdam      | 67,000    | Olympiakós C4       | 48,000    | Viktoria Plzeň        | 28,000    | RSC Anderlecht    | 14,500    |
| Rangers FC          | 63,000    | Olympique lyonnais  | 44,000    | Union saint-gilloise  | 27,000    | FC Twente         | 12,650    |
| Eintracht Francfort | 60,000    | PAOK Salonique Ch   | 37,000    | Dynamo Kiev           | 26,500    | Beşiktaş JK C     | 12,000    |
| Tottenham Hotspur   | 54,000    | Fenerbahçe SK       | 36,000    | Ludogorets Razgrad Ch | 26,000    | FCSB Ch           | 10,500    |
| SS Lazio            | 54,000    | Maccabi Tel-Aviv Ch | 35,500    | FC Midjtjylland Ch    | 25,500    | FK RFS Ch         | 8,000     |
| Slavia Prague       | 53,000    | Ferencváros TC      | 35,000    | Malmö FF Ch           | 18,500    | IF Elfsborg       | 4,300     |

- Qualifié pour les huitièmes de finale
- Qualifié pour les barrages de la phase à élimination directe

### Critères de départage
Selon l'article 18.01 du règlement de la compétition, en cas d’égalité de points de plusieurs équipes à l'issue des matches de la phase de ligue ; les critères suivants sont appliqués dans l'ordre indiqué pour établir leur classement :
1. Meilleure différence de buts dans tous les matches de la phase de ligue ;
2. Plus grand nombre de buts marqués dans tous les matches de la phase de ligue ;
3. Plus grand nombre de buts marqués à l’extérieur dans tous les matches de la phase de ligue ;
4. Plus grand nombre de victoires dans tous les matches de la phase de ligue ;
5. Plus grand nombre de victoires à l'extérieur dans tous les matches de la phase de ligue ;
6. Plus grand nombre de points obtenus collectivement par tous les adversaires rencontrés dans la phase de ligue ;
7. Meilleure différence de buts collective de tous les adversaires rencontrés dans la phase de ligue ;
8. Plus grand nombre de buts marqués collectivement par tous les adversaires rencontrés dans la phase de ligue ;
9. Total le plus faible de points disciplinaires sur la base uniquement des cartons jaunes et des cartons rouges reçus par les joueurs ou membres du club durant tous les matches de la phase de ligue (carton rouge = 3 points, carton jaune = 1 point, expulsion pour deux cartons jaunes au cours d'un match = 3 points) ;
10. Meilleur coefficient de club.

### Classement
| Rang | Équipe               | Pts | J | G | N | P | Bp | Bc | Diff |
| ---- | -------------------- | --- | - | - | - | - | -- | -- | ---- |
| 1    | SS Lazio             | 19  | 8 | 6 | 1 | 1 | 17 | 5  | +12  |
| 2    | Athletic Bilbao      | 19  | 8 | 6 | 1 | 1 | 15 | 7  | +8   |
| 3    | Manchester United    | 18  | 8 | 5 | 3 | 0 | 16 | 9  | +7   |
| 4    | Tottenham Hotspur    | 17  | 8 | 5 | 2 | 1 | 17 | 9  | +8   |
| 5    | Eintracht Francfort  | 16  | 8 | 5 | 1 | 2 | 14 | 10 | +4   |
| 6    | Olympique lyonnais   | 15  | 8 | 4 | 3 | 1 | 16 | 8  | +8   |
| 7    | Olympiakós C4        | 15  | 8 | 4 | 3 | 1 | 9  | 3  | +6   |
| 8    | Rangers FC           | 14  | 8 | 4 | 2 | 2 | 16 | 10 | +6   |
| 9    | FK Bodø/Glimt        | 14  | 8 | 4 | 2 | 2 | 14 | 11 | +3   |
| 10   | RSC Anderlecht       | 14  | 8 | 4 | 2 | 2 | 14 | 12 | +2   |
| 11   | FCSB                 | 14  | 8 | 4 | 2 | 2 | 10 | 9  | +1   |
| 12   | Ajax Amsterdam       | 13  | 8 | 4 | 1 | 3 | 16 | 8  | +8   |
| 13   | Real Sociedad        | 13  | 8 | 4 | 1 | 3 | 13 | 9  | +4   |
| 14   | Galatasaray SK       | 13  | 8 | 3 | 4 | 1 | 19 | 16 | +3   |
| 15   | AS Rome              | 12  | 8 | 3 | 3 | 2 | 10 | 6  | +4   |
| 16   | Viktoria Plzeň       | 12  | 8 | 3 | 3 | 2 | 13 | 12 | +1   |
| 17   | Ferencváros TC       | 12  | 8 | 4 | 0 | 4 | 15 | 15 | 0    |
| 18   | FC Porto             | 11  | 8 | 3 | 2 | 3 | 13 | 11 | +2   |
| 19   | AZ Alkmaar           | 11  | 8 | 3 | 2 | 3 | 13 | 13 | 0    |
| 20   | FC Midjtjylland      | 11  | 8 | 3 | 2 | 3 | 9  | 9  | 0    |
| 21   | Union saint-gilloise | 11  | 8 | 3 | 2 | 3 | 8  | 8  | 0    |
| 22   | PAOK Salonique       | 10  | 8 | 3 | 1 | 4 | 12 | 10 | +2   |
| 23   | FC Twente            | 10  | 8 | 2 | 4 | 2 | 8  | 9  | -1   |
| 24   | Fenerbahçe SK        | 10  | 8 | 2 | 4 | 2 | 9  | 11 | -2   |
| 25   | SC Braga             | 10  | 8 | 3 | 1 | 4 | 9  | 12 | -3   |
| 26   | IF Elfsborg          | 10  | 8 | 3 | 1 | 4 | 9  | 14 | -5   |
| 27   | TSG Hoffenheim       | 9   | 8 | 2 | 3 | 3 | 11 | 14 | -3   |
| 28   | Beşiktaş JK          | 9   | 8 | 3 | 0 | 5 | 10 | 15 | -5   |
| 29   | Maccabi Tel-Aviv     | 6   | 8 | 2 | 0 | 6 | 8  | 17 | -9   |
| 30   | Slavia Prague        | 5   | 8 | 1 | 2 | 5 | 7  | 11 | -4   |
| 31   | Malmö FF             | 5   | 8 | 1 | 2 | 5 | 10 | 17 | -7   |
| 32   | FK RFS               | 5   | 8 | 1 | 2 | 5 | 6  | 13 | -7   |
| 33   | Ludogorets Razgrad   | 4   | 8 | 0 | 4 | 4 | 4  | 11 | -7   |
| 34   | Dynamo Kiev          | 4   | 8 | 1 | 1 | 6 | 5  | 18 | -13  |
| 35   | OGC Nice             | 3   | 8 | 0 | 3 | 5 | 7  | 16 | -9   |
| 36   | Qarabağ FK           | 3   | 8 | 1 | 0 | 7 | 6  | 20 | -14  |

- Qualification pour les huitièmes de finale
- Qualification pour les barrages de la phase à élimination directe en tant que tête de série
- Qualification pour les barrages de la phase à élimination directe en tant que non tête de série
- C4 : Vainqueur de la Ligue Europa Conférence

### Classement par journée
| Journée → Équipe ↓   | 1  | 2  | 3  | 4  | 5  | 6  | 7  | 8  | 8es | bar. |
| -------------------- | -- | -- | -- | -- | -- | -- | -- | -- | --- | ---- |
| AS Rome              | 23 | 26 | 19 | 20 | 21 | 14 | 21 | 15 |     | 7    |
| Manchester United    | 20 | 21 | 21 | 15 | 12 | 7  | 4  | 3  | 3   | 5    |
| FC Porto             | 25 | 24 | 15 | 22 | 23 | 18 | 25 | 18 |     | 6    |
| Ajax Amsterdam       | 1  | 6  | 4  | 2  | 6  | 11 | 16 | 12 | 5   | 3    |
| Rangers FC           | 6  | 17 | 11 | 10 | 8  | 8  | 13 | 8  | 4   | 4    |
| Eintracht Francfort  | 15 | 7  | 6  | 4  | 3  | 5  | 2  | 5  | 7   | 1    |
| Tottenham Hotspur    | 4  | 3  | 2  | 7  | 9  | 9  | 6  | 4  | 6   | 2    |
| SS Lazio             | 3  | 1  | 1  | 1  | 1  | 1  | 1  | 1  | 8   |      |
| Slavia Prague        | 7  | 11 | 16 | 23 | 26 | 29 | 31 | 30 | 1   | 3    |
| Real Sociedad        | 18 | 25 | 17 | 25 | 16 | 12 | 18 | 13 |     | 6    |
| AZ Alkmaar           | 9  | 18 | 24 | 17 | 19 | 19 | 14 | 19 |     | 8    |
| SC Braga             | 12 | 20 | 26 | 26 | 18 | 25 | 27 | 25 |     | 3    |
| Olympiakós           | 32 | 15 | 12 | 11 | 14 | 15 | 12 | 7  | 1   | 6    |
| Olympique lyonnais   | 8  | 2  | 10 | 9  | 7  | 4  | 5  | 6  | 6   | 2    |
| PAOK Salonique       | 29 | 32 | 30 | 33 | 27 | 22 | 17 | 22 |     | 3    |
| Fenerbahçe SK        | 13 | 13 | 14 | 21 | 15 | 21 | 23 | 24 |     | 8    |
| Maccabi Tel-Aviv     | 27 | 33 | 34 | 35 | 31 | 27 | 29 | 29 |     |      |
| Ferencváros TC       | 26 | 31 | 23 | 14 | 11 | 16 | 22 | 17 |     | 6    |
| Qarabağ FK           | 35 | 34 | 36 | 29 | 32 | 33 | 34 | 36 |     |      |
| Galatasaray SK       | 5  | 8  | 5  | 3  | 4  | 6  | 9  | 14 | 6   | 2    |
| FK Bodø/Glimt        | 10 | 14 | 9  | 12 | 17 | 13 | 10 | 9  |     | 8    |
| Viktoria Plzeň       | 14 | 22 | 20 | 16 | 13 | 17 | 11 | 16 |     | 8    |
| Union saint-gilloise | 28 | 27 | 29 | 30 | 24 | 20 | 15 | 21 |     | 4    |
| Dynamo Kiev          | 34 | 35 | 35 | 36 | 36 | 36 | 36 | 34 |     |      |
| Ludogorets Razgrad   | 30 | 28 | 33 | 34 | 33 | 32 | 33 | 33 |     |      |
| FC Midjtjylland      | 21 | 9  | 7  | 13 | 20 | 23 | 19 | 20 | 1   | 7    |
| Malmö FF             | 31 | 19 | 25 | 28 | 30 | 31 | 32 | 31 |     | 1    |
| Athletic Bilbao      | 16 | 12 | 8  | 6  | 2  | 2  | 3  | 2  | 6   | 2    |
| TSG Hoffenheim       | 17 | 10 | 18 | 19 | 25 | 26 | 28 | 27 |     | 4    |
| OGC Nice             | 22 | 30 | 32 | 31 | 35 | 35 | 35 | 35 |     | 1    |
| RSC Anderlecht       | 11 | 5  | 3  | 5  | 5  | 3  | 7  | 10 | 6   | 2    |
| FC Twente            | 19 | 23 | 28 | 27 | 29 | 30 | 26 | 23 |     | 3    |
| Beşiktaş JK          | 36 | 36 | 27 | 18 | 22 | 28 | 24 | 28 |     | 3    |
| FCSB                 | 2  | 4  | 13 | 8  | 10 | 10 | 8  | 11 | 4   | 4    |
| FK RFS               | 33 | 29 | 31 | 32 | 34 | 34 | 30 | 32 |     |      |
| IF Elfsborg          | 24 | 16 | 22 | 24 | 28 | 24 | 20 | 26 |     | 7    |

## Phase à élimination directe
Bruxelles
Anderlecht
Saint-Gilles
Istanbul
Fenerbahçe
Galatasaray
Rome
AS Rome
SS Lazio

### Barrages de la phase à élimination directe
Les clubs classés de la 9e à la 24e place de la phase de ligue jouent des barrages pour se qualifier pour les huitièmes de finale.
Le 9e ou 10e affronte le 23e ou 24e, le 11e ou 12e affronte le 21e ou 22e, le 13e ou 14e affronte le 19e ou 20e et le 15e ou 16e affronte le 17e ou 18e.
| Paires 1      | Paires 1       | Paires 1          | Paires 1          | Paires 2      | Paires 2       | Paires 2          | Paires 2             |
| Tête de série | Tête de série  | Non tête de série | Non tête de série | Tête de série | Tête de série  | Non tête de série | Non tête de série    |
| ------------- | -------------- | ----------------- | ----------------- | ------------- | -------------- | ----------------- | -------------------- |
| 9e            | FK Bodø/Glimt  | 23e               | FC Twente         | 11e           | FCSB           | 21e               | Union saint-gilloise |
| 10e           | RSC Anderlecht | 24e               | Fenerbahçe SK     | 12e           | Ajax Amsterdam | 22e               | PAOK Salonique       |
| Paires 3      | Paires 3       | Paires 3          | Paires 3          | Paires 4      | Paires 4       | Paires 4          | Paires 4             |
| Tête de série | Tête de série  | Non tête de série | Non tête de série | Tête de série | Tête de série  | Non tête de série | Non tête de série    |
| 13e           | Real Sociedad  | 19e               | AZ Alkmaar        | 15e           | AS Rome        | 17e               | Ferencváros TC       |
| 14e           | Galatasaray SK | 20e               | FC Midjtjylland   | 16e           | Viktoria Plzeň | 18e               | FC Porto             |

| Équipe               | Aller | Total | Retour   | Équipe         |
| -------------------- | ----- | ----- | -------- | -------------- |
| Ferencváros TC       | 1 - 0 | 1 - 3 | 0 - 3    | Viktoria Plzeň |
| FC Twente            | 2 - 1 | 3 - 6 | 2 - 5 ap | FK Bodø/Glimt  |
| Union saint-gilloise | 0 - 2 | 2 - 3 | 2 - 1 ap | Ajax Amsterdam |
| AZ Alkmaar           | 4 - 1 | 6 - 3 | 2 - 2    | Galatasaray SK |
| FC Porto             | 1 - 1 | 3 - 4 | 2 - 3    | AS Rome        |
| Fenerbahçe SK        | 3 - 0 | 5 - 2 | 2 - 2    | RSC Anderlecht |
| PAOK Salonique       | 1 - 2 | 1 - 4 | 0 - 2    | FCSB           |
| FC Midjtjylland      | 1 - 2 | 3 - 7 | 2 - 5    | Real Sociedad  |

### Huitièmes de finale
Les huit premiers de la phase de ligue sont directement qualifiés pour ce tour. Ils sont rejoints par les huit vainqueurs des barrages.
| Paires 1      | Paires 1            | Paires 1          | Paires 1          | Paires 2      | Paires 2          | Paires 2          | Paires 2          |
| Tête de série | Tête de série       | Non tête de série | Non tête de série | Tête de série | Tête de série     | Non tête de série | Non tête de série |
| ------------- | ------------------- | ----------------- | ----------------- | ------------- | ----------------- | ----------------- | ----------------- |
| 1er           | SS Lazio            | VB1               | Viktoria Plzeň    | 3e            | Manchester United | VB4               | AZ Alkmaar        |
| 2e            | Athletic Bilbao     | VB5               | AS Rome           | 4e            | Tottenham Hotspur | VB8               | Real Sociedad     |
| Paires 3      | Paires 3            | Paires 3          | Paires 3          | Paires 4      | Paires 4          | Paires 4          | Paires 4          |
| Tête de série | Tête de série       | Non tête de série | Non tête de série | Tête de série | Tête de série     | Non tête de série | Non tête de série |
| 5e            | Eintracht Francfort | VB3               | Ajax Amsterdam    | 7e            | Olympiakós        | VB2               | FK Bodø/Glimt     |
| 6e            | Olympique lyonnais  | VB7               | FCSB              | 8e            | Rangers FC        | VB6               | Fenerbahçe SK     |

| Équipe         | Aller | Total             | Retour   | Équipe              |
| -------------- | ----- | ----------------- | -------- | ------------------- |
| Viktoria Plzeň | 1 - 2 | 2 - 3             | 1 - 1    | SS Lazio            |
| FK Bodø/Glimt  | 3 - 0 | 4 - 2             | 1 - 2    | Olympiakós          |
| Ajax Amsterdam | 1 - 2 | 2 - 6             | 1 - 4    | Eintracht Francfort |
| AZ Alkmaar     | 1 - 0 | 2 - 3             | 1 - 3    | Tottenham Hotspur   |
| AS Rome        | 2 - 1 | 3 - 4             | 1 - 3    | Athletic Bilbao     |
| Fenerbahçe SK  | 1 - 3 | 3 - 3 (2 - 3 tab) | 2 - 0 ap | Rangers FC          |
| FCSB           | 1 - 3 | 1 - 7             | 0 - 4    | Olympique lyonnais  |
| Real Sociedad  | 1 - 1 | 2 - 5             | 1 - 4    | Manchester United   |

### Quarts de finale
| Équipe             | Aller | Total             | Retour   | Équipe              |
| ------------------ | ----- | ----------------- | -------- | ------------------- |
| FK Bodø/Glimt      | 2 - 0 | 3 - 3 (3 - 2 tab) | 1 - 3 ap | SS Lazio            |
| Tottenham Hotspur  | 1 - 1 | 2 - 1             | 1 - 0    | Eintracht Francfort |
| Rangers FC         | 0 - 0 | 0 - 2             | 0 - 2    | Athletic Bilbao     |
| Olympique lyonnais | 2 - 2 | 6 - 7             | 4 - 5 ap | Manchester United   |

#### Rencontres
| Match aller                              | FK Bodø/Glimt   | 2 - 0   | SS Lazio                                         | | |
| Jeudi 10 avril 2025 18 h 45 heure locale | Saltnes 47e 69e | (0 - 0) |                                                  | Aspmyra Stadion, Bodø Spectateurs : 8 124 Arbitrage : Michael Oliver Arbitres assistants : Stuart Burt James Mainwaring | Aspmyra Stadion, Bodø Spectateurs : 8 124 Arbitrage : Michael Oliver Arbitres assistants : Stuart Burt James Mainwaring |
| Jeudi 10 avril 2025 18 h 45 heure locale |                 | Rapport | 34e Zaccagni · 90+2e Romagnoli · 73e Castellanos | Aspmyra Stadion, Bodø Spectateurs : 8 124 Arbitrage : Michael Oliver Arbitres assistants : Stuart Burt James Mainwaring | Aspmyra Stadion, Bodø Spectateurs : 8 124 Arbitrage : Michael Oliver Arbitres assistants : Stuart Burt James Mainwaring |

| Match retour                          | SS Lazio                                          | 3 - 1 a. p. 2 - 3 t. a. b. | FK Bodø/Glimt                                                          | | |
| Jeudi 17 avril 2025 21 h heure locale | Castellanos 21e · Noslin 90+3e · Dia 99e          | (1 - 0, 2 - 0, 3 - 0)      | 109e Helmersen                                                         | Stade olympique, Rome Spectateurs : 54 873 Arbitrage : Daniel Siebert Arbitres assistants : Jan Seidel Rafael Foltyn | Stade olympique, Rome Spectateurs : 54 873 Arbitrage : Daniel Siebert Arbitres assistants : Jan Seidel Rafael Foltyn |
| Jeudi 17 avril 2025 21 h heure locale | Rovella 22e · Lazzari 103e · Dia 107e             | Rapport                    | 35e Høgh · 63e Ejven · 80e Berg · 102e Sjøvold · 77e, 120e Helmersen · | Stade olympique, Rome Spectateurs : 54 873 Arbitrage : Daniel Siebert Arbitres assistants : Jan Seidel Rafael Foltyn | Stade olympique, Rome Spectateurs : 54 873 Arbitrage : Daniel Siebert Arbitres assistants : Jan Seidel Rafael Foltyn |
| Jeudi 17 avril 2025 21 h heure locale | Dia · Tchaouna · Noslin · Guendouzi · Castellanos | Tirs au but 2 - 3          | Hauge · Fet · Sørli · Moe · Berg                                       | Stade olympique, Rome Spectateurs : 54 873 Arbitrage : Daniel Siebert Arbitres assistants : Jan Seidel Rafael Foltyn | Stade olympique, Rome Spectateurs : 54 873 Arbitrage : Daniel Siebert Arbitres assistants : Jan Seidel Rafael Foltyn |

| Match aller                           | Tottenham Hotspur | 1 - 1   | Eintracht Francfort         | | |
| Jeudi 10 avril 2025 21 h heure locale | Porro 26e         | (1 - 1) | 6e Ekitike                  | Tottenham Hotspur Stadium, Londres Spectateurs : 57 849 Arbitrage : Szymon Marciniak Arbitres assistants : Tomasz Listkiewicz Adam Kupsik | Tottenham Hotspur Stadium, Londres Spectateurs : 57 849 Arbitrage : Szymon Marciniak Arbitres assistants : Tomasz Listkiewicz Adam Kupsik |
| Jeudi 10 avril 2025 21 h heure locale | Tel 86e           | Rapport | 62e Bahoya · 71e Kristensen | Tottenham Hotspur Stadium, Londres Spectateurs : 57 849 Arbitrage : Szymon Marciniak Arbitres assistants : Tomasz Listkiewicz Adam Kupsik | Tottenham Hotspur Stadium, Londres Spectateurs : 57 849 Arbitrage : Szymon Marciniak Arbitres assistants : Tomasz Listkiewicz Adam Kupsik |

| Match retour                          | Eintracht Francfort                      | 0 - 1   | Tottenham Hotspur                             | | |
| Jeudi 17 avril 2025 21 h heure locale |                                          | (0 - 1) | 43e (pen.) Solanke                            | Deutsche Bank Park, Francfort-sur-le-Main Spectateurs : 57 500 Arbitrage : Davide Massa Arbitres assistants : Filippo Meli Stefano Alassio | Deutsche Bank Park, Francfort-sur-le-Main Spectateurs : 57 500 Arbitrage : Davide Massa Arbitres assistants : Filippo Meli Stefano Alassio |
| Jeudi 17 avril 2025 21 h heure locale | Santos 42e · Bentacur 78e · Romero 90+7e | Rapport | 45+6e Johnson · 57e Kristensen · 90+5e Theate | Deutsche Bank Park, Francfort-sur-le-Main Spectateurs : 57 500 Arbitrage : Davide Massa Arbitres assistants : Filippo Meli Stefano Alassio | Deutsche Bank Park, Francfort-sur-le-Main Spectateurs : 57 500 Arbitrage : Davide Massa Arbitres assistants : Filippo Meli Stefano Alassio |

| Match aller                           | Rangers FC  | 0 - 0   | Athletic Club                                       | | |
| Jeudi 10 avril 2025 21 h heure locale |             | (0 - 0) |                                                     | Ibrox Stadium, Glasgow Spectateurs : 49 922 Arbitrage : Istvan Kovacs Arbitres assistants : Mihai Marica Ferencz Tunyogi | Ibrox Stadium, Glasgow Spectateurs : 49 922 Arbitrage : Istvan Kovacs Arbitres assistants : Mihai Marica Ferencz Tunyogi |
| Jeudi 10 avril 2025 21 h heure locale | Pröpper 13e | Rapport | 28e Ruiz de Galarreta · 54e Sannadi · 90+11e Prados | Ibrox Stadium, Glasgow Spectateurs : 49 922 Arbitrage : Istvan Kovacs Arbitres assistants : Mihai Marica Ferencz Tunyogi | Ibrox Stadium, Glasgow Spectateurs : 49 922 Arbitrage : Istvan Kovacs Arbitres assistants : Mihai Marica Ferencz Tunyogi |

| Match aller                           | Athletic Club                                | 2 - 0   | Rangers FC | | |
| Jeudi 17 avril 2025 21 h heure locale | Sancet 45+4e (pen.) · Williams 80e           | (1 - 0) |            | Stade San Mamés, Bilbao Spectateurs : 52 114 Arbitrage : Irfan Peljto Arbitres assistants : Senad Ibrišimbegović Davor Beljo | Stade San Mamés, Bilbao Spectateurs : 52 114 Arbitrage : Irfan Peljto Arbitres assistants : Senad Ibrišimbegović Davor Beljo |
| Jeudi 17 avril 2025 21 h heure locale | Dessers 19e · L. Balogun 32e · Tavernier 77e | Rapport | 51e Sancet | Stade San Mamés, Bilbao Spectateurs : 52 114 Arbitrage : Irfan Peljto Arbitres assistants : Senad Ibrišimbegović Davor Beljo | Stade San Mamés, Bilbao Spectateurs : 52 114 Arbitrage : Irfan Peljto Arbitres assistants : Senad Ibrišimbegović Davor Beljo |

| Match aller                           | Olympique lyonnais        | 2 - 2   | Manchester United                                 | | |
| Jeudi 10 avril 2025 21 h heure locale | Almada 25e · Cherki 90+5e | (1 - 1) | 45+5e Yoro · 88e Zirkzee                          | Parc Olympique lyonnais, Décines-Charpieu Spectateurs : 58 018 Arbitrage : Glenn Nyberg Arbitres assistants : Mahbod Beigi Andreas Söderkvist | Parc Olympique lyonnais, Décines-Charpieu Spectateurs : 58 018 Arbitrage : Glenn Nyberg Arbitres assistants : Mahbod Beigi Andreas Söderkvist |
| Jeudi 10 avril 2025 21 h heure locale | Tagliafico 79e            | Rapport | 31e Dalot · 52e Ugarte · 78e Mount · 90+4e Mainoo | Parc Olympique lyonnais, Décines-Charpieu Spectateurs : 58 018 Arbitrage : Glenn Nyberg Arbitres assistants : Mahbod Beigi Andreas Söderkvist | Parc Olympique lyonnais, Décines-Charpieu Spectateurs : 58 018 Arbitrage : Glenn Nyberg Arbitres assistants : Mahbod Beigi Andreas Söderkvist |

| Match retour                          | Manchester United                                                               | 5 - 4 a. p. | Olympique lyonnais                                                      | | |
| Jeudi 17 avril 2025 21 h heure locale | Ugarte 10e · Dalot 45+1e · Fernandes 114e (pen.) · Mainoo 120e · Maguire 120+1e | (2 - 0)     | 71e Tolisso · 77e Tagliafico · 104e Cherki · 109e (pen.) Lacazette      | Old Trafford, Stretford Spectateurs : 73 228 Arbitrage : Sandro Schärer Arbitres assistants : Stéphane De Almeida Jonas Erni | Old Trafford, Stretford Spectateurs : 73 228 Arbitrage : Sandro Schärer Arbitres assistants : Stéphane De Almeida Jonas Erni |
| Jeudi 17 avril 2025 21 h heure locale | Garnacho 50e · Maguire 93e · Yoro 108e                                          | Rapport     | 18e Veretout · 45+1e, 89e Tolisso · 63e Tagliafico · 120+1e A. Vinícius | Old Trafford, Stretford Spectateurs : 73 228 Arbitrage : Sandro Schärer Arbitres assistants : Stéphane De Almeida Jonas Erni | Old Trafford, Stretford Spectateurs : 73 228 Arbitrage : Sandro Schärer Arbitres assistants : Stéphane De Almeida Jonas Erni |

### Demi-finales
| Équipe            | Aller | Total | Retour | Équipe            |
| ----------------- | ----- | ----- | ------ | ----------------- |
| Tottenham Hotspur | 3 - 1 | 5 - 1 | 2 - 0  | FK Bodø/Glimt     |
| Athletic Bilbao   | 0 - 3 | 1 - 7 | 1 - 4  | Manchester United |

#### Rencontres
| Match aller                          | Tottenham Hotspur                               | 3 - 1   | FK Bodø/Glimt           | | |
| Jeudi 1er mai 2025 21 h heure locale | Johnson 1re · Maddison 34e · Solanke 61e (pen.) | (1 - 1) | 83e Saltness            | Tottenham Hotspur Stadium, Londres Spectateurs : 61 327 Arbitrage : José María Sánchez Martínez Arbitres assistants : Raúl Cabañero Iñigo Prieto | Tottenham Hotspur Stadium, Londres Spectateurs : 61 327 Arbitrage : José María Sánchez Martínez Arbitres assistants : Raúl Cabañero Iñigo Prieto |
| Jeudi 1er mai 2025 21 h heure locale | Romero 73e                                      | Rapport | 57e Bjørkan · 76e Hauge | Tottenham Hotspur Stadium, Londres Spectateurs : 61 327 Arbitrage : José María Sánchez Martínez Arbitres assistants : Raúl Cabañero Iñigo Prieto | Tottenham Hotspur Stadium, Londres Spectateurs : 61 327 Arbitrage : José María Sánchez Martínez Arbitres assistants : Raúl Cabañero Iñigo Prieto |

| Match retour                       | FK Bodø/Glimt | 0 - 2   | Tottenham Hotspur       | | |
| Jeudi 8 mai 2025 21 h heure locale |               | (0 - 0) | 63e Solanke · 69e Porro | Aspmyra Stadion, Bodø Arbitrage : Maurizio Mariani Arbitres assistants : Daniele Bindoni Alberto Tegoni | Aspmyra Stadion, Bodø Arbitrage : Maurizio Mariani Arbitres assistants : Daniele Bindoni Alberto Tegoni |
| Jeudi 8 mai 2025 21 h heure locale | Rapport       |         |                         | Aspmyra Stadion, Bodø Arbitrage : Maurizio Mariani Arbitres assistants : Daniele Bindoni Alberto Tegoni | Aspmyra Stadion, Bodø Arbitrage : Maurizio Mariani Arbitres assistants : Daniele Bindoni Alberto Tegoni |

| Match aller                          | Athletic Club                                           | 0 - 3   | Manchester United                       | | |
| Jeudi 1er mai 2025 21 h heure locale |                                                         | (0 - 3) | 30e Casemiro · 37e (pen.) 45e Fernandes | Stade San Mamés, Bilbao Spectateurs : 51 980 Arbitrage : Espen Eskås Arbitres assistants : Jan Erik Engan Isaak Elias Bashevkin | Stade San Mamés, Bilbao Spectateurs : 51 980 Arbitrage : Espen Eskås Arbitres assistants : Jan Erik Engan Isaak Elias Bashevkin |
| Jeudi 1er mai 2025 21 h heure locale | Vivian 35e · Berchiche 36e · Simón 58e · Y. Álvarez 61e | Rapport | 77e Mount · 84e Garnacho · 90+3e Yoro   | Stade San Mamés, Bilbao Spectateurs : 51 980 Arbitrage : Espen Eskås Arbitres assistants : Jan Erik Engan Isaak Elias Bashevkin | Stade San Mamés, Bilbao Spectateurs : 51 980 Arbitrage : Espen Eskås Arbitres assistants : Jan Erik Engan Isaak Elias Bashevkin |

| Match retour                       | Manchester United                              | 4 - 1   | Athletic Club  |                                                                                                   |                                                                                                   |
| Jeudi 8 mai 2025 21 h heure locale | Mount 71e 90+1e · Casemiro 79e · Højlund 85e · | (0 - 1) | 31e Jauregizar | Old Trafford, Stretford Arbitrage : Daniel Siebert Arbitres assistants : Jan Seidel Rafael Foltyn | Old Trafford, Stretford Arbitrage : Daniel Siebert Arbitres assistants : Jan Seidel Rafael Foltyn |
| Jeudi 8 mai 2025 21 h heure locale | Rapport                                        |         |                | Old Trafford, Stretford Arbitrage : Daniel Siebert Arbitres assistants : Jan Seidel Rafael Foltyn | Old Trafford, Stretford Arbitrage : Daniel Siebert Arbitres assistants : Jan Seidel Rafael Foltyn |

### Finale
La finale se déroule le 21 mai 2025 au Stade San Mamés de Bilbao en Espagne.
| Équipe            | Score | Équipe            |
| ----------------- | ----- | ----------------- |
| Tottenham Hotspur | 1 - 0 | Manchester United |

### Tableau final
|  | Huitièmes de finale | Huitièmes de finale | Huitièmes de finale | Huitièmes de finale |                    |                    | Quarts de finale | Quarts de finale | Quarts de finale | Quarts de finale |  |  | Demi-finales | Demi-finales | Demi-finales | Demi-finales |  |  | Finale                                | Finale | Finale | Finale |
|  |                     |                     |                     |                     |                    |                    |                  |                  |                  |                  |  |  |              |              |              |              |  |  |                                       |        |        |        |
|  |                     |                     |                     |                     |                    |                    |                  |                  |                  |                  |  |  |              |              |              |              |  |  | 21 mai 2025 - Stade San Mamés, Bilbao |        |        |        |
|  | AZ Alkmaar          | AZ Alkmaar          | 1                   | 1                   |                    |                    |                  |                  |                  |                  |  |  |              |              |              |              |  |  |                                       |        |        |        |
|  | AZ Alkmaar          | AZ Alkmaar          | 1                   | 1                   |                    |                    |                  |                  |                  |                  |  |  |              |              |              |              |  |  |                                       |        |        |        |
|  | Tottenham Hotspur   | Tottenham Hotspur   | 0                   | 3                   |                    |                    |                  |                  |                  |                  |  |  |              |              |              |              |  |  |                                       |        |        |        |
|  | Tottenham Hotspur   | Tottenham Hotspur   | 0                   | 3                   | Tottenham Hotspur  | Tottenham Hotspur  | 1                | 1                |                  |                  |  |  |              |              |              |              |  |  |                                       |        |        |        |
|  |                     |                     |                     |                     | Tottenham Hotspur  | Tottenham Hotspur  | 1                | 1                |                  |                  |  |  |              |              |              |              |  |  |                                       |        |        |        |
|  |                     |                     | Eintracht Francfort | Eintracht Francfort | 1                  | 0                  |                  |                  |                  |                  |  |  |              |              |              |              |  |  |                                       |        |        |        |
|  | Ajax Amsterdam      | Ajax Amsterdam      | Eintracht Francfort | Eintracht Francfort | 1                  | 0                  | 1                | 1                |                  |                  |  |  |              |              |              |              |  |  |                                       |        |        |        |
|  | Ajax Amsterdam      | Ajax Amsterdam      |                     |                     |                    |                    |                  | 1                |                  |                  |  |  |              |              |              |              |  |  |                                       |        |        |        |
|  | Eintracht Francfort | Eintracht Francfort | 2                   | 4                   |                    |                    |                  |                  |                  |                  |  |  |              |              |              |              |  |  |                                       |        |        |        |
|  | Eintracht Francfort | Eintracht Francfort | 2                   | 4                   | Tottenham Hotspur  | Tottenham Hotspur  | 3                | 2                |                  |                  |  |  |              |              |              |              |  |  |                                       |        |        |        |
|  |                     |                     |                     |                     | Tottenham Hotspur  | Tottenham Hotspur  | 3                | 2                |                  |                  |  |  |              |              |              |              |  |  |                                       |        |        |        |
|  |                     |                     | FK Bodø/Glimt       | FK Bodø/Glimt       | 1                  | 0                  |                  |                  |                  |                  |  |  |              |              |              |              |  |  |                                       |        |        |        |
|  | FK Bodø/Glimt       | FK Bodø/Glimt       | FK Bodø/Glimt       | FK Bodø/Glimt       | 1                  | 0                  | 3                | 1                |                  |                  |  |  |              |              |              |              |  |  |                                       |        |        |        |
|  | FK Bodø/Glimt       | FK Bodø/Glimt       |                     |                     |                    |                    |                  | 1                |                  |                  |  |  |              |              |              |              |  |  |                                       |        |        |        |
|  | Olympiakós          | Olympiakós          | 0                   | 2                   |                    |                    |                  |                  |                  |                  |  |  |              |              |              |              |  |  |                                       |        |        |        |
|  | Olympiakós          | Olympiakós          | 0                   | 2                   | FK Bodø/Glimt      | FK Bodø/Glimt      | 2                | 1 (3)tab         |                  |                  |  |  |              |              |              |              |  |  |                                       |        |        |        |
|  |                     |                     |                     |                     | FK Bodø/Glimt      | FK Bodø/Glimt      | 2                | 1 (3)tab         |                  |                  |  |  |              |              |              |              |  |  |                                       |        |        |        |
|  |                     |                     | SS Lazio            | SS Lazio            | 0                  | 3 (2)ap            |                  |                  |                  |                  |  |  |              |              |              |              |  |  |                                       |        |        |        |
|  | Viktoria Plzeň      | Viktoria Plzeň      | SS Lazio            | SS Lazio            | 0                  | 3 (2)ap            | 1                | 1                |                  |                  |  |  |              |              |              |              |  |  |                                       |        |        |        |
|  | Viktoria Plzeň      | Viktoria Plzeň      |                     |                     |                    |                    |                  | 1                |                  |                  |  |  |              |              |              |              |  |  |                                       |        |        |        |
|  | SS Lazio            | SS Lazio            | 2                   | 1                   |                    |                    |                  |                  |                  |                  |  |  |              |              |              |              |  |  |                                       |        |        |        |
|  | SS Lazio            | SS Lazio            | 2                   | 1                   | Tottenham Hotspur  | Tottenham Hotspur  | 1                | 1                |                  |                  |  |  |              |              |              |              |  |  |                                       |        |        |        |
|  |                     |                     |                     |                     | Tottenham Hotspur  | Tottenham Hotspur  | 1                | 1                |                  |                  |  |  |              |              |              |              |  |  |                                       |        |        |        |
|  |                     |                     | Manchester United   | Manchester United   | 0                  | 0                  |                  |                  |                  |                  |  |  |              |              |              |              |  |  |                                       |        |        |        |
|  | Fenerbahçe SK       | Fenerbahçe SK       | Manchester United   | Manchester United   | 0                  | 0                  | 1                | 2 (2)ap          |                  |                  |  |  |              |              |              |              |  |  |                                       |        |        |        |
|  | Fenerbahçe SK       | Fenerbahçe SK       |                     |                     |                    |                    |                  | 2 (2)ap          |                  |                  |  |  |              |              |              |              |  |  |                                       |        |        |        |
|  | Rangers FC          | Rangers FC          | 3                   | 0 (3)tab            |                    |                    |                  |                  |                  |                  |  |  |              |              |              |              |  |  |                                       |        |        |        |
|  | Rangers FC          | Rangers FC          | 3                   | 0 (3)tab            | Rangers FC         | Rangers FC         | 0                | 0                |                  |                  |  |  |              |              |              |              |  |  |                                       |        |        |        |
|  |                     |                     |                     |                     | Rangers FC         | Rangers FC         | 0                | 0                |                  |                  |  |  |              |              |              |              |  |  |                                       |        |        |        |
|  |                     |                     | Athletic Bilbao     | Athletic Bilbao     | 0                  | 2                  |                  |                  |                  |                  |  |  |              |              |              |              |  |  |                                       |        |        |        |
|  | AS Rome             | AS Rome             | Athletic Bilbao     | Athletic Bilbao     | 0                  | 2                  | 2                | 1                |                  |                  |  |  |              |              |              |              |  |  |                                       |        |        |        |
|  | AS Rome             | AS Rome             |                     |                     |                    |                    |                  | 1                |                  |                  |  |  |              |              |              |              |  |  |                                       |        |        |        |
|  | Athletic Bilbao     | Athletic Bilbao     | 1                   | 3                   |                    |                    |                  |                  |                  |                  |  |  |              |              |              |              |  |  |                                       |        |        |        |
|  | Athletic Bilbao     | Athletic Bilbao     | 1                   | 3                   | Athletic Bilbao    | Athletic Bilbao    | 0                | 1                |                  |                  |  |  |              |              |              |              |  |  |                                       |        |        |        |
|  |                     |                     |                     |                     | Athletic Bilbao    | Athletic Bilbao    | 0                | 1                |                  |                  |  |  |              |              |              |              |  |  |                                       |        |        |        |
|  |                     |                     | Manchester United   | Manchester United   | 3                  | 4                  |                  |                  |                  |                  |  |  |              |              |              |              |  |  |                                       |        |        |        |
|  | FCSB                | FCSB                | Manchester United   | Manchester United   | 3                  | 4                  | 1                | 0                |                  |                  |  |  |              |              |              |              |  |  |                                       |        |        |        |
|  | FCSB                | FCSB                |                     |                     |                    |                    |                  | 0                |                  |                  |  |  |              |              |              |              |  |  |                                       |        |        |        |
|  | Olympique lyonnais  | Olympique lyonnais  | 3                   | 4                   |                    |                    |                  |                  |                  |                  |  |  |              |              |              |              |  |  |                                       |        |        |        |
|  | Olympique lyonnais  | Olympique lyonnais  | 3                   | 4                   | Olympique lyonnais | Olympique lyonnais | 2                | 4                |                  |                  |  |  |              |              |              |              |  |  |                                       |        |        |        |
|  |                     |                     |                     |                     | Olympique lyonnais | Olympique lyonnais | 2                | 4                |                  |                  |  |  |              |              |              |              |  |  |                                       |        |        |        |
|  |                     |                     | Manchester United   | Manchester United   | 2                  | 5ap                |                  |                  |                  |                  |  |  |              |              |              |              |  |  |                                       |        |        |        |
|  | Real Sociedad       | Real Sociedad       | Manchester United   | Manchester United   | 2                  | 5ap                | 1                | 1                |                  |                  |  |  |              |              |              |              |  |  |                                       |        |        |        |
|  | Real Sociedad       | Real Sociedad       |                     |                     |                    |                    |                  | 1                |                  |                  |  |  |              |              |              |              |  |  |                                       |        |        |        |
|  | Manchester United   | Manchester United   | 1                   | 4                   |                    |                    |                  |                  |                  |                  |  |  |              |              |              |              |  |  |                                       |        |        |        |
|  | Manchester United   | Manchester United   | 1                   | 4                   |                    |                    |                  |                  |                  |                  |  |  |              |              |              |              |  |  |                                       |        |        |        |
|  |                     |                     |                     |                     |                    |                    |                  |                  |                  |                  |  |  |              |              |              |              |  |  |                                       |        |        |        |

## Statistiques

### Classements des buteurs et des passeurs décisifs
Statistiques officielles de l'UEFA, rencontres de la phase qualificative exclues.
| Rang | Buteur            | Club               | Buts | Minutes jouées |
| ---- | ----------------- | ------------------ | ---- | -------------- |
| 1    | Ayoub El Kaabi    | Olympiakós         | 7    | 701            |
| 1    | Kasper Høgh       | FK Bodø/Glimt      | 7    | 972            |
| 1    | Bruno Fernandes   | Manchester United  | 7    | 1101           |
| 3    | Malick Fofana     | Olympique lyonnais | 6    | 514            |
| 3    | Victor Osimhen    | Galatasaray SK     | 6    | 594            |
| 3    | Barnabás Varga    | Ferencváros TC     | 6    | 686            |
| 3    | Samu Aghehowa     | FC Porto           | 6    | 767            |
| 3    | Youssef En-Nesyri | Fenerbahçe SK      | 6    | 865            |
| 3    | Václav Černý      | Rangers FC         | 6    | 932            |
| 9    | Yunus Akgün       | Galatasaray SK     | 5    | 672            |
| 9    | Mikel Oyarzabal   | Real Sociedad      | 5    | 730            |
| 9    | Kenneth Taylor    | Ajax Amsterdam     | 5    | 733            |
| 9    | Rasmus Højlund    | Manchester United  | 5    | 836            |
| 9    | Iñaki Williams    | Athletic Club      | 5    | 955            |
| 9    | Nico Williams     | Athletic Club      | 5    | 955            |

| Rang | Passeur            | Club               | Passes | Minutes jouées |
| ---- | ------------------ | ------------------ | ------ | -------------- |
| 1    | Rayan Cherki       | Olympique lyonnais | 8      | 722            |
| 2    | Dries Mertens      | Galatasaray SK     | 6      | 733            |
| 3    | Georges Mikautadze | Olympique lyonnais | 5      | 733            |
| 4    | Manuel Ugarte      | Manchester United  | 4      | 585            |
| 4    | Dominic Solanke    | Tottenham Hotspur  | 4      | 625            |
| 4    | Cyriel Dessers     | Rangers FC         | 4      | 793            |
| 4    | Alejandro Garnacho | Manchester United  | 4      | 892            |
| 6    | 32 joueurs         | 32 joueurs         | 3      | -              |

### Équipe-type
| Poste      | Joueurs               | Club                |
| ---------- | --------------------- | ------------------- |
| Gardien    | Guglielmo Vicario     | Tottenham Hotspur   |
| Défenseurs | Pedro Porro           | Tottenham Hotspur   |
| Défenseurs | Cristian Romero       | Tottenham Hotspur   |
| Défenseurs | Robin Koch            | Eintracht Francfort |
| Défenseurs | Fredrik André Bjørkan | FK Bodø/Glimt       |
| Milieux    | Patrick Berg          | FK Bodø/Glimt       |
| Milieux    | Bruno Fernandes       | Manchester United   |
| Milieux    | Casemiro              | Manchester United   |
| Attaquants | Rayan Cherki          | Olympique lyonnais  |
| Attaquants | Dominic Solanke       | Tottenham Hotspur   |
| Attaquants | Nico Williams         | Athletic Club       |

| \| Vicario Porro Romero Koch Bjørkan Berg Casemiro B. Fernandes Cherki Solanke N. Williams \| Équipe-type de la Ligue Europa 2024-2025 |
| Vicario Porro Romero Koch Bjørkan Berg Casemiro B. Fernandes Cherki Solanke N. Williams                                                |

| Vicario Porro Romero Koch Bjørkan Berg Casemiro B. Fernandes Cherki Solanke N. Williams |

### Distinctions
| Catégorie       | Joueurs         | Club               |
| --------------- | --------------- | ------------------ |
| Meilleur espoir | Rayan Cherki    | Olympique lyonnais |
| Meilleur joueur | Cristian Romero | Tottenham Hotspur  |

## Nombres d'équipes par pays et par tour
L'ordre des fédérations est établi suivant le classement UEFA des pays en 2024. Les clubs repêchés de la Ligue des champions apparaissent en italique.
| Association        |       | Barrages       | +   | Phase de ligue                      | Barrages à élimination directe | Huitièmes de finale  | Quarts de finale     | Demi-finales         | Finale               |
| ------------------ | ----- | -------------- | --- | ----------------------------------- | ------------------------------ | -------------------- | -------------------- | -------------------- | -------------------- |
| Angleterre         |       |                | +2  | 2 Man.Utd, Tottenham                |                                | 2 Man.Utd, Tottenham | 2 Man.Utd, Tottenham | 2 Man.Utd, Tottenham | 2 Man.Utd, Tottenham |
| Espagne            |       |                | +2  | 2 Bilbao, Sociedad                  | 1 Sociedad                     | 2 Bilbao, Sociedad   | 1 Bilbao             | 1 Bilbao             |                      |
| Allemagne          |       |                | +2  | 2 Francfort, Hoffenheim             |                                | 1 Francfort          | 1 Francfort          |                      |                      |
| Italie             |       |                | +2  | 2 Lazio, Rome                       | 1 Rome                         | 2 Lazio, Rome        | 1 Lazio              |                      |                      |
| France             |       |                | +2  | 2 Lyon, Nice                        |                                | 1 Lyon               | 1 Lyon               |                      |                      |
| Pays-Bas           |       | 1 Ajax         | +2  | 3 Ajax, Alkmaar, Twente             | 3 Ajax, Alkmaar, Twente        | 2 Ajax, Alkmaar      |                      |                      |                      |
| Portugal           |       | 1 Braga        | +1  | 2 Braga, Porto                      | 1 Porto                        |                      |                      |                      |                      |
| Belgique           |       | 1 Anderlecht   | +1  | 2 Anderlecht, Saint-Gilles          | 2 Anderlecht, Saint-Gilles     |                      |                      |                      |                      |
| Écosse             |       | 1 Midlothian   | +1  | 1 Rangers                           |                                | 1 Rangers            | 1 Rangers            |                      |                      |
| Autriche           |       | 2 LASK, Vienne |     |                                     |                                |                      |                      |                      |                      |
| Serbie             |       | 1 Bačka Topola |     |                                     |                                |                      |                      |                      |                      |
| Turquie            |       | 1 Beşiktaş     | +2  | 3 Beşiktaş, Fenerbahçe, Galatasaray | 2 Fenerbahçe, Galatasaray      | 1 Fenerbahçe         |                      |                      |                      |
| Suisse             |       | 1 Lugano       |     |                                     |                                |                      |                      |                      |                      |
| Tchéquie           |       | 1 Plzeň        | +1  | 2 Plzeň, Prague                     | 1 Plzeň                        | 1 Plzeň              |                      |                      |                      |
| Norvège            |       | 1 Molde        | +1  | 1 Bodø/Glimt                        | 1 Bodø/Glimt                   | 1 Bodø/Glimt         | 1 Bodø/Glimt         | 1 Bodø/Glimt         |                      |
| Grèce              |       | 1 Salonique    | +1  | 2 Olympiakós, Salonique             | 1 Salonique                    | 1 Olympiakós         |                      |                      |                      |
| Israël             |       | 1 Tel-Aviv     |     | 1 Tel-Aviv                          |                                |                      |                      |                      |                      |
| Chypre             |       | 1 Nicosie      |     |                                     |                                |                      |                      |                      |                      |
| Suède              |       | 1 Elfsborg     | +1  | 2 Elfsborg, Malmö                   |                                |                      |                      |                      |                      |
| Pologne            |       | 1 Białystok    |     |                                     |                                |                      |                      |                      |                      |
| Hongrie            |       | 1 Ferencváros  |     | 1 Ferencváros                       | 1 Ferencváros                  |                      |                      |                      |                      |
| Roumanie           |       | 1 Bucarest     |     | 1 Bucarest                          | 1 Bucarest                     | 1 Bucarest           |                      |                      |                      |
| Bulgarie           |       | 1 Razgrad      |     | 1 Razgrad                           |                                |                      |                      |                      |                      |
| Moldavie           |       | 1 Hîncești     |     |                                     |                                |                      |                      |                      |                      |
| Lettonie           |       | 1 RFS          |     | 1 RFS                               |                                |                      |                      |                      |                      |
| Irlande            |       | 1 Shamrock     |     |                                     |                                |                      |                      |                      |                      |
| Biélorussie        |       | 1 Minsk        |     |                                     |                                |                      |                      |                      |                      |
| Bosnie-Herzégovine |       | 1 Banja Luka   |     |                                     |                                |                      |                      |                      |                      |
| Ukraine            |       |                | +1  | 1 Kiev                              |                                |                      |                      |                      |                      |
| Azerbaidjan        |       |                | +1  | 1 Qarabağ                           |                                |                      |                      |                      |                      |
| Danemark           |       |                | +1  | 1 Midjtjylland                      | 1 Midjtjylland                 |                      |                      |                      |                      |
| Total              | Total | 24             | +24 | 36                                  | 16                             | 16                   | 8                    | 4                    | 2                    |